# Saint-Quentin-sur-Indrois
Pour les articles homonymes, voir Saint-Quentin (homonymie).
Vous lisez un « bon article » labellisé en 2015.
Saint-Quentin-sur-Indrois (prononcé [sɛ̃ kɑ̃.tɛ̃ sy.ʁ‿ɛ̃d.ʁwa]) est une commune française du département d'Indre-et-Loire (région Centre-Val de Loire et ancienne province de Touraine). Dès le Néolithique, l'homme s'installe sur le plateau fertile de la Champeigne tourangelle. Cette occupation est pérenne au fil des millénaires, attestée par les vestiges de mégalithes, de tumulus, de voies antiques et de sarcophages mérovingiens. L'histoire médiévale de la paroisse, dont le nom apparaît dans les textes vers la fin du XIIe siècle, est marquée par les figures de la bienheureuse Jeanne-Marie de Maillé qui y naquit et d'Adam Fumée, médecin et proche conseiller de plusieurs rois de France, qui se rendit acquéreur du château des Roches. Saint-Quentin fut également le théâtre d'une des scènes d'une tentative d'enlèvement politique du sénateur Clément de Ris à l'instigation de Fouché.
Partagée entre le plateau de la Champeigne au nord, la forêt domaniale de Loches au sud et parcourue dans sa partie médiane par la vallée de l'Indrois, Saint-Quentin offre une grande variété de paysages et d'habitats naturels qui hébergent une flore et une faune très diversifiées. Son territoire communal est d'ailleurs intégré à un site du réseau Natura 2000 et deux zones naturelles d'intérêt écologique, faunistique et floristique (ZNIEFF).
La courbe démographique de Saint-Quentin-sur-Indrois présente une physionomie très comparable à celle d'autres communes rurales du même département. Après un exode rural important entre les années 1880 et la fin des années 1960, la commune regagne peu à peu une part de sa population depuis le dernier quart du XXe siècle et compte 511 habitants en 2014. Pourtant ce redressement ne se traduit pas par une redynamisation de l'économie locale, mais grâce à l'autoroute A85 : les habitants de Saint-Quentin-sur-Indrois travaillent en très grande majorité en dehors de la commune, sur les pôles d'emploi attractifs constitués par Amboise et Loches, que dessert la même route passant par Saint-Quentin-sur-Indrois. L'achat de l'immobilier ancien se voit rénover et des terrains seront prochainement à vendre, le PLU de la commune ayant été finalisé en 2017.

## Géographie

### Localisation et communes limitrophes
La commune de Saint-Quentin-sur-Indrois se trouve dans le quadrant sud-est du département d'Indre-et-Loire, dans la région historique de Touraine. À vol d'oiseau, Saint-Quentin-sur-Indrois se situe à 33,2 km au sud-est de Tours, préfecture du département d'Indre-et-Loire, à 8,8 km au nord de Loches, chef-lieu du canton auquel la commune est rattachée.
La commune se situe dans l'aire urbaine de Tours.
Le territoire de Saint-Quentin-sur-Indrois, de forme assez irrégulière mais sensiblement allongé du nord au sud, est séparé en deux parties inégales par la vallée de l'Indrois, avec environ trois cinquièmes de la surface communale au nord et deux cinquièmes au sud.

### Communes limitrophes
Saint-Quentin-sur-Indrois est limitrophe de six autres communes :
|                     | Sublaines                 | Luzillé |
| Chédigny            | Saint-Quentin-sur-Indrois | Genillé |
| Chambourg-sur-Indre | Ferrière-sur-Beaulieu     |         |

### Géologie et relief
Comme pour la plupart des communes de la basse vallée de l'Indrois, les sols de Saint-Quentin-sur-Indrois reposent sur un socle de sables du Cénomanien, déposés il a environ 95 millions d'années (Ma) à la faveur d'une avancée marine sur la Touraine au début du Crétacé supérieur. S'y superposent successivement le tuffeau jaune du Turonien supérieur (- 90 Ma environ) puis une couche de craie déposée au Sénonien (entre - 89 et - 65,5 Ma) ; la mer se retire à la fin de cette période qui correspond également à la fin du Mésozoïque. Plus tard, au milieu et à la fin de l'Éocène (- 37 à - 34 Ma), une nouvelle avancée des mers dépose sur cet ensemble le calcaire lacustre qui donne les sols très fertiles de la Champeigne tourangelle ; cette formation n'affleure que dans le nord-est du territoire ; plus au sud, ce sont les argiles à silex de la Gâtine de Loches et de Montrésor qui prédominent, issues de la dégradation des strates turoniennes et sénoniennes. Se superposent à cet ensemble, mais de manière irrégulière, des limons éoliens du Quaternaire, battants, assez peu fertiles, formant des sols dénommés « bournais ». En Touraine, les légendes liées à Rabelais et à ses personnages sont nombreuses. C'est ainsi qu'une tradition locale attribue à Gargantua le relief de la commune : « après être passé en Champeigne, le géant, ayant les pieds gras, secoua l'une de ses bottes : la terre qui en tomba fit la motte de Saint-Quentin. »
Les vallées de l'Indrois et de ses affluents, à la faveur des profondes saignées qu'elles ont pratiquées dans le plateau, permettent de retrouver cette succession de strates géologiques, alors que le fond de ces vallées est recouvert d'alluvions fluviatiles récentes donnant des sols à tendance hydromorphe avec, bien souvent, à une faible profondeur, la nappe phréatique du Cénomanien.
La superficie du territoire de Saint-Quentin-sur-Indrois est de 2 723 hectares (au 1er janvier 2014), valeur très supérieure à la superficie moyenne d'une commune de France métropolitaine qui s'établit à 1 510,2 hectares,.
Exception faite de la vallée de l'Indrois, une grande partie du territoire de Saint-Quentin-sur Indrois se développe à une altitude supérieure à 100 m, le point culminant de la commune, à 127 m, se situant dans la forêt de Loches, en limite de Ferrière-sur-Beaulieu, au niveau du repère de chasse appelé Pyramide de Saint-Quentin. Le point le plus bas de la commune se trouve dans la vallée de l'Indrois, là où la rivière quitte Saint-Quentin-sur-Indrois pour rentrer sur le territoire de Chédigny. Il faut remarquer que le versant nord de cette vallée est plus abrupt que le versant sud, en raison de la direction majoritaire des méandres que dessine la rivière dans son lit majeur.

### Hydrographie

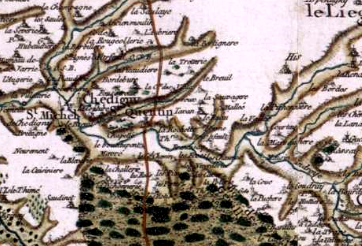
Saint-Quentin-sur-Indrois sur la carte de Cassini.

Le réseau hydrographique de Saint-Quentin-sur-Indrois est très riche puisque sept ruisseaux se jettent dans l'Indrois sur le territoire communal, trois sur la rive droite et quatre sur la rive gauche ; un huitième, traversant le nord de la commune, se jette dans l'Indrois à Chédigny. Les ruisseaux de la rive droite ont des cours parallèles, ce qui est le cas pour tous les affluents de l'Indre ou de l'Indrois sur la rive droite entre Genillé et Reignac-sur-Indre ; cette similitude suggère que ces ruisseaux ont emprunté des failles hercyniennes datant du Paléozoïque mais réactivées à l'Éocène ou à l'Oligocène lors de l'orogenèse finale des Pyrénées. La représentation de Saint-Quentin-sur-Indrois sur la carte de Cassini montre bien cette disposition même si elle en exagère les reliefs. Pour la plupart, ces ruisseaux de la rive droite passent de l'altitude du plateau (100 à 110 m) à celle de la vallée de l'Indrois (environ 70 m) en empruntant des vallons encaissés — l'un de ces ruisseaux porte le nom évocateur de Ravin de la Planche-Singé ; ils sont sujets, en cas de fortes pluies, à des crues violentes et subites mais de courte durée, de régime torrentiel.
La faible pente moyenne de l'Indrois dans sa basse vallée (1 m/km dans sa traversée de Saint-Quentin-sur-Indrois) a favorisé la création de nombreux méandres ou de bras secondaires enserrant des petites îles vite submergées en cas de crue. L'Indrois est une rivière moyennement abondante. Son débit est suivi depuis 1977 à Genillé, commune limitrophe en amont de Saint-Quentin. Le module de la rivière y est de 2,29 m3/s, mais cette valeur moyenne cache des fluctuations saisonnières de débit très marquées : les hautes eaux produisent en hiver avec et le débit mensuel moyen atteint entre 3,43 et 4,65 m3/s, de janvier à mars inclus, avec un maximum en janvier. Dès fin mars, le débit chute progressivement jusqu'aux basses eaux d'été, de juin à octobre ; le débit moyen mensuel peut atteindre un minimum de 0,54 m3 au mois d'août.
Deux zones humides ont été répertoriées sur la commune par la direction départementale des territoires (DDT) et le Conseil départemental d'Indre-et-Loire, : « la vallée de l'Indrois de Genillé à la Queue des Chevaux » et « la vallée de l'Indrois de la prairie de la Mourière à la confluence ».

### Paysages naturels
Le taux de boisement de la commune (plus de 20 %) reste important en raison de la présence de la forêt domaniale de Loches dans la partie sud du territoire. Le nord de la commune, pour sa part, a fait l'objet d'importants défrichements de la forêt médiévale de Chênevose qui s'étendait entre l'Indrois et le Cher. Les pentes marquées de la rive droite de l'Indrois et les vallons des ruisseaux sont également boisés.
Le nord du territoire communal, sur le plateau de la Champeigne, offre l'aspect d'une zone agricole avec de grandes parcelles, toujours entrecoupée par les vallons des ruisseaux. La vallée de l'Indrois, très humide, est plantée de peupliers qui alternent avec des prairies naturelles et des espaces dévolus aux cultures de céréales, maïs principalement. Quelques parcelles résiduelles de vigne ont survécu entre la vallée de l'Indrois et la forêt de Loches.

### Climat
Pour des articles plus généraux, voir Climat du Centre-Val de Loire et Climat d'Indre-et-Loire.
En 2010, le climat de la commune est de type climat océanique dégradé des plaines du Centre et du Nord, selon une étude du CNRS s'appuyant sur une série de données couvrant la période 1971-2000. En 2020, Météo-France publie une typologie des climats de la France métropolitaine dans laquelle la commune est exposée à un climat océanique altéré et est dans la région climatique Moyenne vallée de la Loire, caractérisée par une bonne insolation (1 850 h/an) et un été peu pluvieux.
Pour la période 1971-2000, la température annuelle moyenne est de 11,1 °C, avec une amplitude thermique annuelle de 14,5 °C. Le cumul annuel moyen de précipitations est de 707 mm, avec 10,2 jours de précipitations en janvier et 6,9 jours en juillet. Pour la période 1991-2020, la température moyenne annuelle observée sur la station météorologique de Météo-France la plus proche, sur la commune de Sublaines à 7 km à vol d'oiseau, est de 12,1 °C et le cumul annuel moyen de précipitations est de 647,3 mm,. Pour l'avenir, les paramètres climatiques de la commune estimés pour 2050 selon différents scénarios d'émission de gaz à effet de serre sont consultables sur un site dédié publié par Météo-France en novembre 2022.

### Voies de communication

#### Liaisons aériennes
À une heure de trajet routier depuis Saint-Quentin-sur-Indrois, l'aéroport de Tours Val de Loire (code IATA : TUF • code OACI : LFOT) propose en 2014 des dessertes régulières à destination d'Ajaccio, Figari, Marseille, Dublin, Londres-Stansted, Marrakech et Porto ; d'autres dessertes, saisonnières ou occasionnelles, sont assurées.

#### Réseau ferroviaire
Saint-Quentin-sur-Indrois n'a jamais possédé de gare ferroviaire. En 2014, les voyageurs qui souhaitent accéder au transport ferré doivent se rendre à la gare de Loches, où ils peuvent rejoindre le réseau TER Centre-Val de Loire sur la ligne Tours-Loches-Châteauroux.

#### Infrastructure routière
La D31 traverse la commune du nord au sud et passe à l'est immédiat du centre-bourg, entre Amboise à 26 km au nord et Loches à 10 km au sud,. C'est à ce niveau que la D31 croise la D10 qui relie, à l'ouest Saint-Quentin à Chédigny puis aux communes de la vallée de l'Indre, et qui à l'est permet de gagner Genillé puis Montrésor.
En empruntant la D31 vers le nord, on accède, après un trajet de 16 km, à l'autoroute A85 par la sortie 11 Bléré qui permet de gagner Tours puis l'autoroute A10 ou Vierzon puis l'autoroute A71 ; cette autoroute fut ouverte en 2007.

#### Transport en commun routier
La commune est, en 2014, desservie par la ligne LMC du réseau Touraine Fil vert, le réseau interurbain de transport par autocar du conseil général d'Indre-et-Loire. Cette ligne, qui relie Rilly-sur-Vienne à Loches et Amboise, propose une ou deux dessertes quotidiennes avec une halte dans le centre-bourg de Saint-Quentin-sur-Indrois.

## Urbanisme

### Typologie
Au 1er janvier 2024, Saint-Quentin-sur-Indrois est catégorisée commune rurale à habitat dispersé, selon la nouvelle grille communale de densité à sept niveaux définie par l'Insee en 2022.
Elle est située hors unité urbaine. Par ailleurs la commune fait partie de l'aire d'attraction de Tours, dont elle est une commune de la couronne,. Cette aire, qui regroupe 162 communes, est catégorisée dans les aires de 200 000 à moins de 700 000 habitants,.

### Occupation des sols
L'occupation des sols de la commune, telle qu'elle ressort de la base de données européenne d’occupation biophysique des sols Corine Land Cover (CLC), est marquée par l'importance des territoires agricoles (75,6 % en 2018), une proportion sensiblement équivalente à celle de 1990 (76,1 %). La répartition détaillée en 2018 est la suivante : 
terres arables (61,3 %), forêts (24,4 %), prairies (11,9 %), zones agricoles hétérogènes (2,4 %). L'évolution de l’occupation des sols de la commune et de ses infrastructures peut être observée sur les différentes représentations cartographiques du territoire : la carte de Cassini (XVIIIe siècle), la carte d'état-major (1820-1866) et les cartes ou photos aériennes de l'IGN pour la période actuelle (1950 à aujourd'hui).

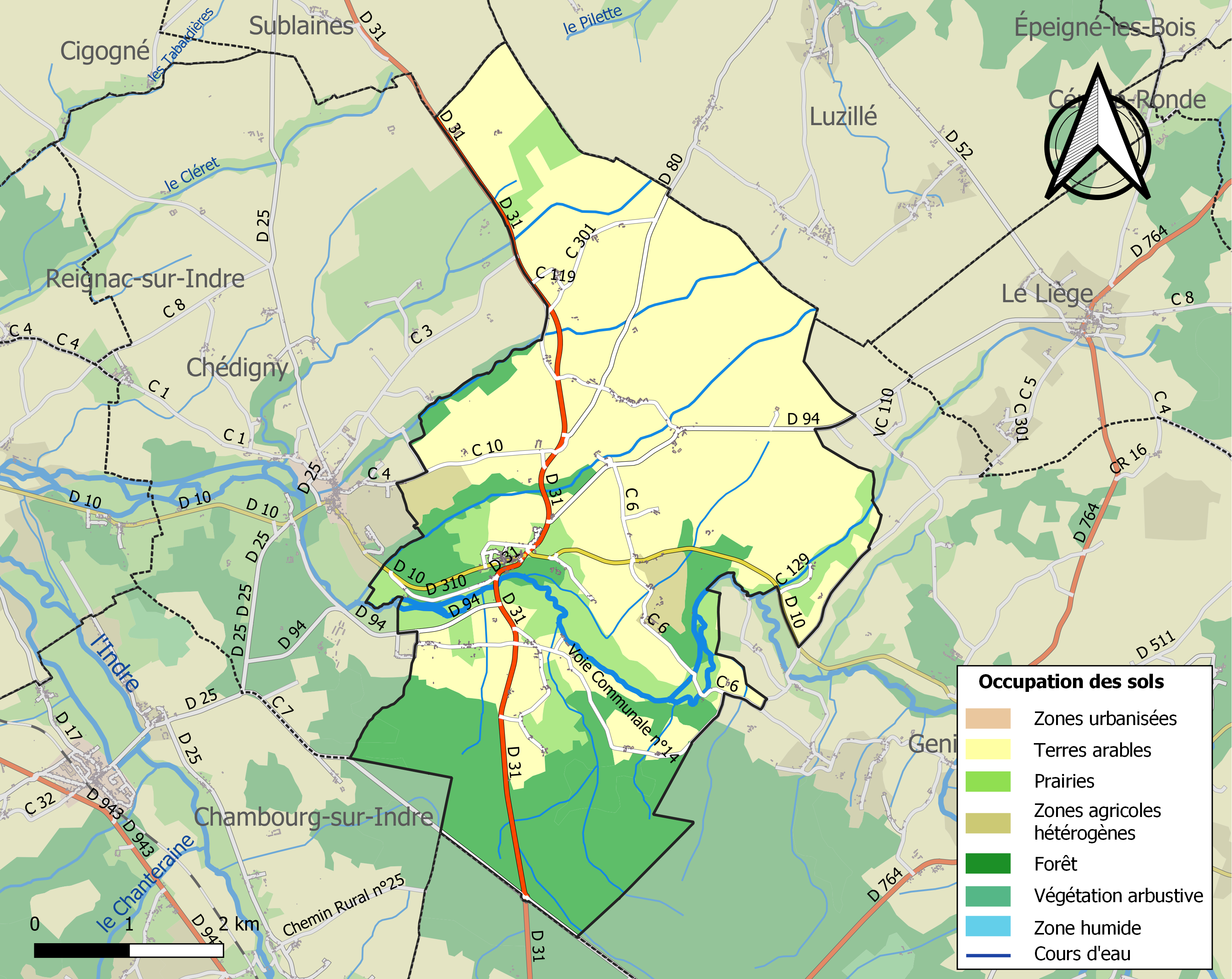
Carte des infrastructures et de l'occupation des sols de la commune en 2018 (CLC).

### Morphologie urbaine
« L'arrivée à Saint-Quentin, à la nuit tombante, fut inoubliable. Tout le fond du soir était d'or et de feu ; la grande poussière de nos pas montait avec l'ombre, sur ce couchant d'apothéose et la rue... grimpait vers un clocher barbare en pierres blanches usées. »

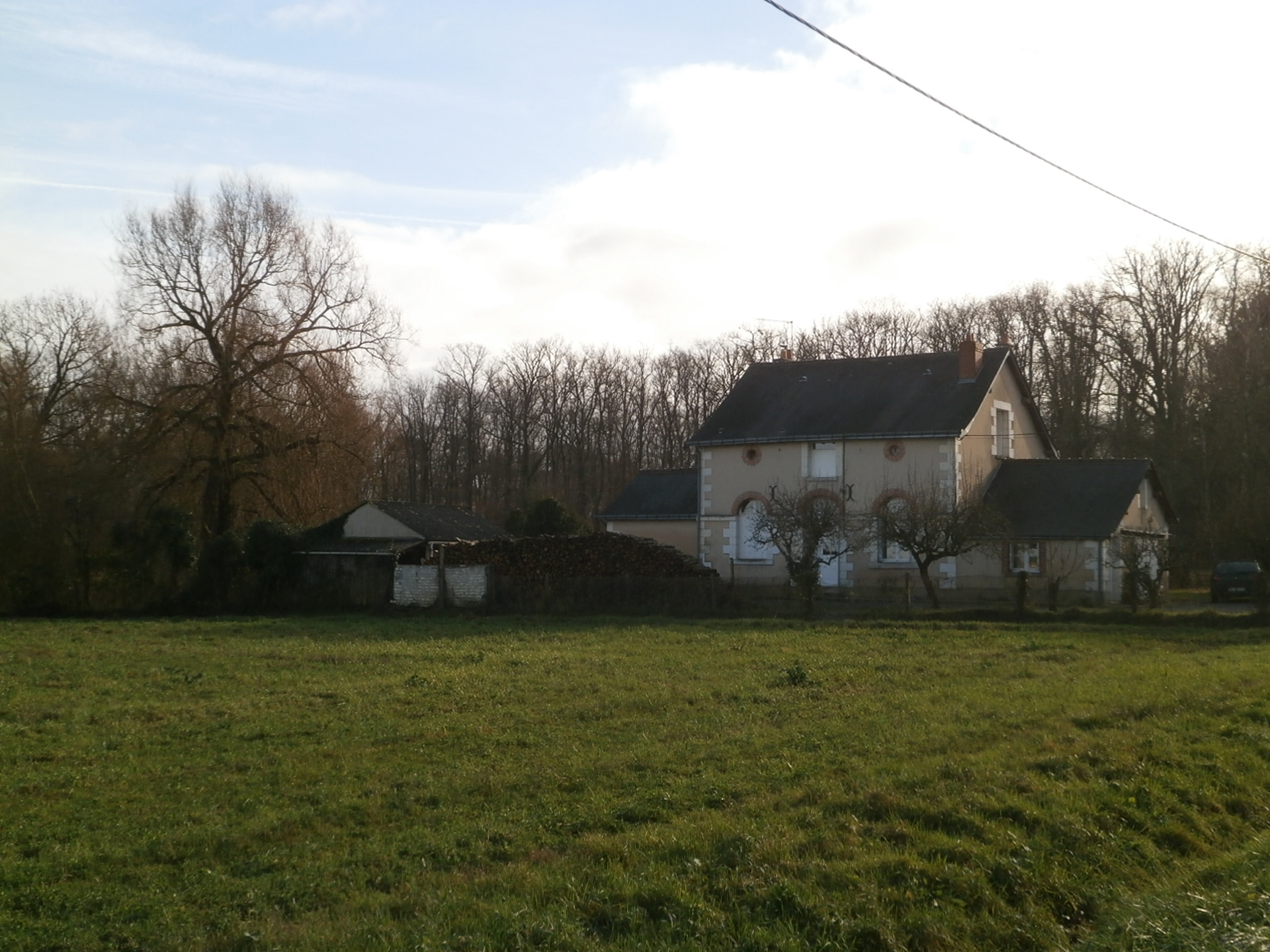
La maison forestière.

C'est dans une carte adressée à son beau-frère que l'écrivain Alain-Fournier décrivait ainsi son arrivée à Saint-Quentin-sur-Indrois en provenance de Francueil, au soir du 17 septembre 1908, alors qu'avec le 23e régiment de dragons auquel il appartenait il se trouvait en Touraine dans le cadre des grandes manœuvres du Centre de 1908.
Le chef-lieu communal de Saint-Quentin est implanté sur l'arête du coteau qui domine la vallée de l'Indrois, à l'abri des éventuelles crues de la rivière. Il s'étend, de part et d'autre de l'église, le long de la D10 qui le traverse. Avec la reprise de la croissance démographique communale des années 1980, deux lotissements se sont construits, l'un à l'ouest du bourg, en prolongement du bâti existant en direction de Chédigny, l'autre au nord, à l'ouest de la D31 vers Sublaines.
Hormis La Trotterie, qui se présente sous l'aspect d'un village-rue, des Piaux et de Mavré, les autres écarts de la commune sont des fermes isolées ou accompagnées de quelques habitations. Vers le sud du territoire, la dernière habitation est la maison forestière de Saint-Quentin, à l'orée de la forêt de Loches.

### Logement
Le tableau ci-dessous présente une comparaison du logement à Saint-Quentin-sur-Indrois et dans l'ensemble de l'Indre-et-Loire en 2011, au travers de quelques indicateurs, :
|                                                        | Saint-Quentin | Indre-et-Loire |
| ------------------------------------------------------ | ------------- | -------------- |
| Part des résidences principales (en %)                 | 79,4          | 88,4           |
| Part des logements vacants (en %)                      | 1,6           | 7,1            |
| Part des ménages propriétaires de leur logement (en %) | 82,2          | 58,6           |

L'habitat à Saint-Quentin-sur-Indrois en 2011 se caractérise par une proportion de ménages propriétaires de leur habitation très supérieure à la moyenne départementale ; le logement locatif ne représente que 17,8 % des résidences principales et très peu de logements sont vacants. En 2011, 58,9 % des ménages résidaient dans la commune depuis plus de 10 ans. En 1945, on dénombrait 116 résidences principales ; entre 1946 et 1990, 59 résidences principales supplémentaires ont été construites, puis 30 nouvelles entre 1991 et 2008, très majoritairement sous forme de maisons individuelles : le nombre de résidences principales à Saint-Quentin-sur-Indrois a pratiquement doublé depuis la fin de la Seconde Guerre mondiale.
Les résidences secondaires représentent 19,6 % des habitations de Saint-Quentin-sur-Indrois, valeur presque cinq fois plus élevée que la moyenne de l'Indre-et-Loire qui s'établit à 4,4 %,.

### Aménagements récents ou en projet
Le schéma de cohérence territoriale (SCOT) de la communauté de communes Loches Développement présenté en 2004 ne prévoyait pas d'urbanisation future sur la commune de Saint-Quentin. Au début du mois de janvier 2012, par décision du conseil municipal et dans l'attente de la construction d'une nouvelle station d'épuration, le plan local d'urbanisme a été suspendu.
DEPUIS 2017, lA COMMUNE EST LOTIE D'UN PLU, ET UN LOTISSEMENT EST EN PROJET AINSI QU'UNE NOUVELLE STATION D'EPURATION SUR LE HAUT DE LA COMMUNE (prévision faite par la CCLST et la commune avant 2020)

### Risques naturels

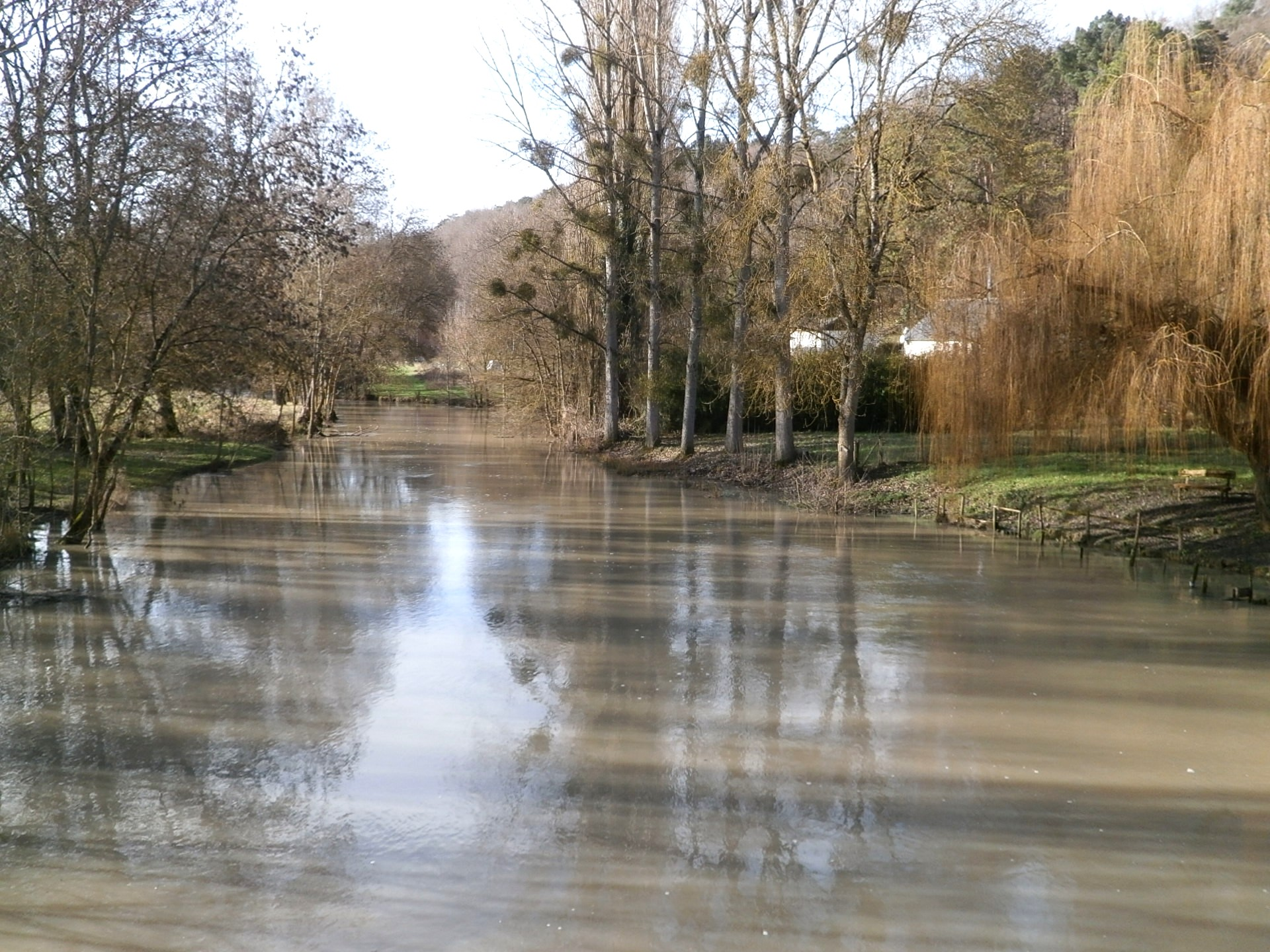
L'Indrois coulant à pleins bords en janvier 2015.

L'Indrois est une rivière dont le débit peut augmenter très rapidement en cas de fortes pluies, en partie en raison de l'afflux d'eau venu de ses ruisseaux tributaires ; elle peut alors être responsable d'inondations dévastatrices, comme en témoignent par exemple les registres paroissiaux de Chédigny : « Le 25 novembre 1770, jour de sainte Catherine, inondation si considérable qu'elle surpassa de trois pieds les ponts de Saint-Quentin qu'elle emporta et démolit les principales arches […]. » Les travaux de reconstruction, entrepris dès l'année suivante, s'étalèrent jusqu'en 1810. À l'époque contemporaine, les crues de l'Indrois et les coulées de boue occasionnées par le grossissement du cours de ses ruisseaux affluents ont justifié la prise de trois arrêtés ministériels de catastrophe naturelle pour des faits survenus en 1982, 1999 et 2011,.
Le territoire communal de Saint-Quentin-sur-Indrois est exposé, à des degrés divers selon le zonage géologique de son territoire, à un risque de mouvements de terrain consécutifs à la sécheresse et dû à des phases successives de retrait-gonflement des argiles pouvant fragiliser les fondations des bâtiments.
Le plateau de la rive droite de l'Indrois est localement soumis à un aléa « fort », les vallées des cours d'eau à un aléa « nul » ou « faible » ; pour le reste du territoire, le risque est qualifié de « moyen » selon l'échelle définie par le Bureau de recherches géologiques et minières (BRGM). Ces risques naturels liés au gonflement des argiles ont justifié la reconnaissance de l'état de catastrophe naturelle sur la commune en 2003.
Même si le département d’Indre-et-Loire a connu dans l’histoire plusieurs tremblements de terre d’importance non négligeable et si 38 séismes y ont été recensés entre 577 et le XXe siècle,, c'est surtout la partie sud-ouest de son territoire qui était concernée. La commune de Saint-Quentin-sur-Indrois est située en zone de sismicité faible, soit de niveau 2 sur une échelle de 1 à 5, alors que le risque sismique en Indre-et-Loire varie, selon la localité concernée, de 1 (sismicité très faible) à 3 (sismicité modérée).

## Toponymie et hydronymie
La paroisse de Saint-Quentin est citée vers 1180 dans un cartulaire de l'abbaye de Noyers : De Sancto Quinitino. Ce nom est reconnu comme celui d'un martyr à la fin du IIIe siècle.
Localement, toutefois, la tradition fait référence à un homonyme, ermite qui aurait vécu au VIIe siècle ou au VIIIe siècle et sur le tombeau duquel la première église de la paroisse, en fait simple oratoire, aurait été construite,. Une charte de l'archevêché de Tours, en 1358, associe pour la première fois les noms de la paroisse et de la rivière : Saint Quantin sur Androys. Au XVIIIe siècle, il est question des Roches Saint-Quentin, en référence au château du même nom. La commune créée à la Révolution française fait partie de celles qui adoptent temporairement un nom révolutionnaire : Quentin ou Quantin ; la dénomination précédente est jugée contraire aux principes antireligieux de l'époque. Cette appellation sera vite remplacée par Saint-Quentin avant qu'un décret du 25 juillet 1961 n'impose le déterminant -sur-Indrois, pour éviter les confusions liées aux homonymies.
Plusieurs toponymes communaux de Saint-Quentin-sur-Indrois peuvent être mis en relation directe avec la nature locale du sol : Les Bournais implantés sur des argiles lourdes ou Les Perruches pour les sols caillouteux des éboulis de coteaux ; le toponyme La Terre à Pipes est très évocateur d'une zone très localisée et géologiquement constituée par des argiles utilisables pour la poterie ou la briqueterie. D'autres toponymes se rapportent aux activités métallurgiques anciennes comme Le Mâchefer, les terres Noires ou Bordebure ; une étude a montré que ce dernier toponyme était systématiquement lié à d'anciennes zones d'extraction du minerai de fer et fréquemment associé à la proximité d'un itinéraire ancien. La couverture végétale naturelle est évoquée avec Le Chêne Vert ou Le Breuil (en ancien français, « bois enclos constituant une réserve de chasse », dérivé du gaulois bro -gilo). Enfin, le lieu-dit Toulifaut doit son nom à la mauvaise qualité de sa terre ; ce nom est une contraction de « tout lui fault », c'est-à dire « tout lui manque », de l'ancien français fauldre (manquer).
L'Indre est mentionnée pour la première fois par Grégoire de Tours au VIe siècle sous le nom de fluvium Angerem (La Vie des Pères, chap. XVIII). Ce nom est souvent attribué à une évolution du francique anger (prairie herbeuse) d'après la racine ang- ou angr-. L'Indrois, dérivé en -iscus du nom de l'Indre, apparaît dans un cartulaire de l'abbaye de Cormery en 850 (Andriscus).

## Histoire

### De la Préhistoire à l'Antiquité
Le territoire de Saint-Quentin-sur-Indrois était déjà occupé par des peuplements humains dès le Néolithique. Au nord de la commune, un dolmen disparu voisinait avec une possible nécropole néolithique encore utilisée à l'âge du bronze ; ce site peut être considéré comme une continuité du site des Danges sur la commune voisine de Sublaines. À l'est du bourg, le site de Mallée recèle un dolmen encore presque intact, appelée La Pierre Levée dont les fouilles, en 1868 et en 1956, ont révélé la rareté du matériel archéologique, même si, tout autour, des outils néolithiques ont été découverts ; le site de Mallée possédait également deux tumulus, peut-être des tombes, qui ont été arasés au début du XXe siècle pour empierrer les chemins sans avoir été préalablement fouillés. Les dolmens de Touraine passent pour avoir été érigés sur une période assez courte, entre 2500 et 1800 av. J.-C. ; parmi eux, celui de Saint-Quentin-sur-Indrois semble être l'un des plus récents.
L'âge du bronze et l'âge du fer n'ont livré qu'assez peu de vestiges, isolés ou à proximité de la Pierre Levée, dont une monnaie gauloise. Le lieu-dit Le Breuil, situé au confluent de l'Indrois et du ravin de la Planche-Singé et le surplombant de plus de 30 m, pourrait être un ancien éperon barré ou un oppidum laténien. Certains éléments de toponymie, déjà évoqués, suggèrent une activité très ancienne d'extraction et de traitement du minerai de fer.
L'Antiquité n'a livré que peu de vestiges, des tessons de céramique, des vestiges de constructions, qui intéressent toujours le site de Mallée. Deux itinéraires anciens, voire antiques, matérialisent certaines limites communales de Saint-Quentin : à la pointe nord-ouest, le chemin de Manthelan à Montrichard sépare Saint-Quentin de Sublaines et, au nord-est, le Chemin Chaussé souligne la limite territoriale entre Saint-Quentin-sur-Indrois et Luzillé ; ce chemin, venu de Bléré au nord, se dirigeait vers Genillé puis Montrésor ou Loches.

### Du Moyen Âge à l'Époque moderne
De l'époque mérovingienne sont parvenus des fragments de sarcophages retrouvés à Mallée, un site par conséquent occupé sans discontinuer depuis le Néolithique. Après les premières mentions écrites du prieuré de Berneçay au IXe siècle et de Saint-Quentin au XIe siècle, l'histoire médiévale locale prend un autre relief avec, au XIVe siècle, la naissance au château des Roches-Saint-Quentin de Jeanne, fille de Hardouin VI de Maillé et de Jeanne de Montbazon ; mariée dès son jeune âge, veuve au bout de seize ans, elle entre dans l'ordre des Cordeliers et deviendra la bienheureuse Jeanne-Marie de Maillé.
Adam Fumée est médecin à la cour de Charles VII puis de Louis XI qui l'emploie aussi comme homme de confiance chargé des missions de négociation délicates, garde des sceaux de France en 1479 ; il garde la même charge sous le règne de Charles VIII. Toutes ses activités auprès des rois lui permettent d'accumuler une fortune immense grâce à laquelle il achète, en 1483, la seigneurie de Genillé puis, cinq ans plus tard, le château des Roches-Saint-Quentin qui était passé entre les mains de la famille du Puy en 1449. Adam Fumée meurt à Lyon en 1494 mais il est inhumé dans la chapelle du château des Roches-Saint-Quentin. En 1515, à la demande de son fils Adam II, Genillé, Saint-Quentin et les Roches-Saint-Quentin sont réunies dans une même châtellenie dépendant du château de Loches alors que le fief de Saint-Quentin, jusque-là distinct de celui des Roches, appartenait depuis le XIIIe siècle à la famille de Benais,.
En 1562, l'église de Saint-Quentin est pillée et saccagée par les protestants ; leur chef, arrêté, est condamné à mort, ses biens confisqués servant à payer les réparations faites à l'église.
En 1712, la châtellenie de Saint-Quentin et de Genillé devient la propriété de la famille de Menou, et le restera jusqu'à la Révolution française.
Le décret du 14 décembre 1789, qui réorganise les territoires administratifs de la jeune république française, crée la commune de Saint-Quentin, qui s'appellera peu de temps Quentin. Jusqu'à cette date, les hameaux des Vallées et de Courtray sont « virants » : dépendant de Saint-Quentin les années impaires, ils relèvent de Genillé les années paires. Cette situation, loin d'être exceptionnelle, est administrativement très compliquée car elle impose la mise en place d'un système de compensations financières entre les deux paroisses concernées.
La forêt de Loches, qui couvre la partie sud du territoire communal de Saint-Quentin, assure un approvisionnement en bois, en gibier, mais aussi en poisson grâce aux étangs qu'elle renferme, et plus accessoirement en châtaignes. Au XVIIIe siècle, plusieurs habitants de Saint-Quentin sont condamnés pour l'abattage et le vol de chênes — les coupes de bois « non nobles » sont tolérées, mais pas celles du chêne ou hêtre qui constituent la majorité du boisement —. Les peines vont de la simple amende à la prison, parfois assorties de l'obligation de changer de domicile pour s'établir « plus loin de la forêt ».

### Époque contemporaine

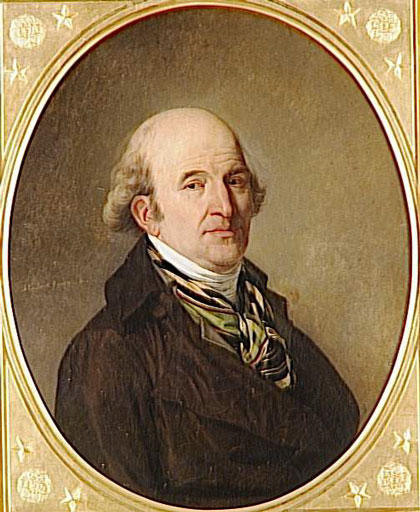
Dominique Clément de Ris, par Joseph-Benoît Suvée, 1795.

Saint-Quentin est, en 1800, le théâtre de l'un des épisodes de l'affaire Clément de Ris. Le sénateur Dominique Clément de Ris, ayant entre les mains des documents attestant d'un tentative de complot de Fouché contre Napoléon Ier, est enlevé par Fouché dans son château de Thilouze. Malheureusement pour ses ravisseurs, le cabriolet dans lequel est enfermé le sénateur s'embourbe à Saint-Quentin à la sortie du pont sur l'Indrois en raison de la mauvaise qualité de la route accédant à l'ouvrage — le pont est encore en réparation après les inondations de 1770 — et il faut transférer de Ris sur un cheval. Peu de temps après, devant les conséquences possibles de son opération, Fouché fait libérer le sénateur. Cette affaire fut une source d'inspiration pour Honoré de Balzac, dans son roman Une ténébreuse affaire,.
Pendant la Première Guerre mondiale, ce sont 32 combattants quentinois qui perdent la vie sur les fronts du Nord de la France, mais également en Belgique et en Allemagne. En 1911, la population de la commune étant de 611 habitants, c'est donc plus d'un Quentinois sur 19 qui meurt lors de ce conflit.
En juin 1940, l'armée allemande descend à marche forcée vers la Loire, qui est franchie à Amboise le 19 juin 1940. Le VIIIe corps d’armée allemand contourne Tours par le sud-est de la Touraine pour rejoindre la Vienne et contrôler l'axe routier Tours-Bordeaux ; une partie de ses troupes passe par Saint-Quentin dans la soirée du 20 juin pour rejoindre Loches et traverser l'Indre à Saint-Hippolyte, sur l'un des rares ponts encore intacts. Trois soldats de Saint-Quentin meurent dans les combats de la Seconde Guerre mondiale.

## Politique et administration

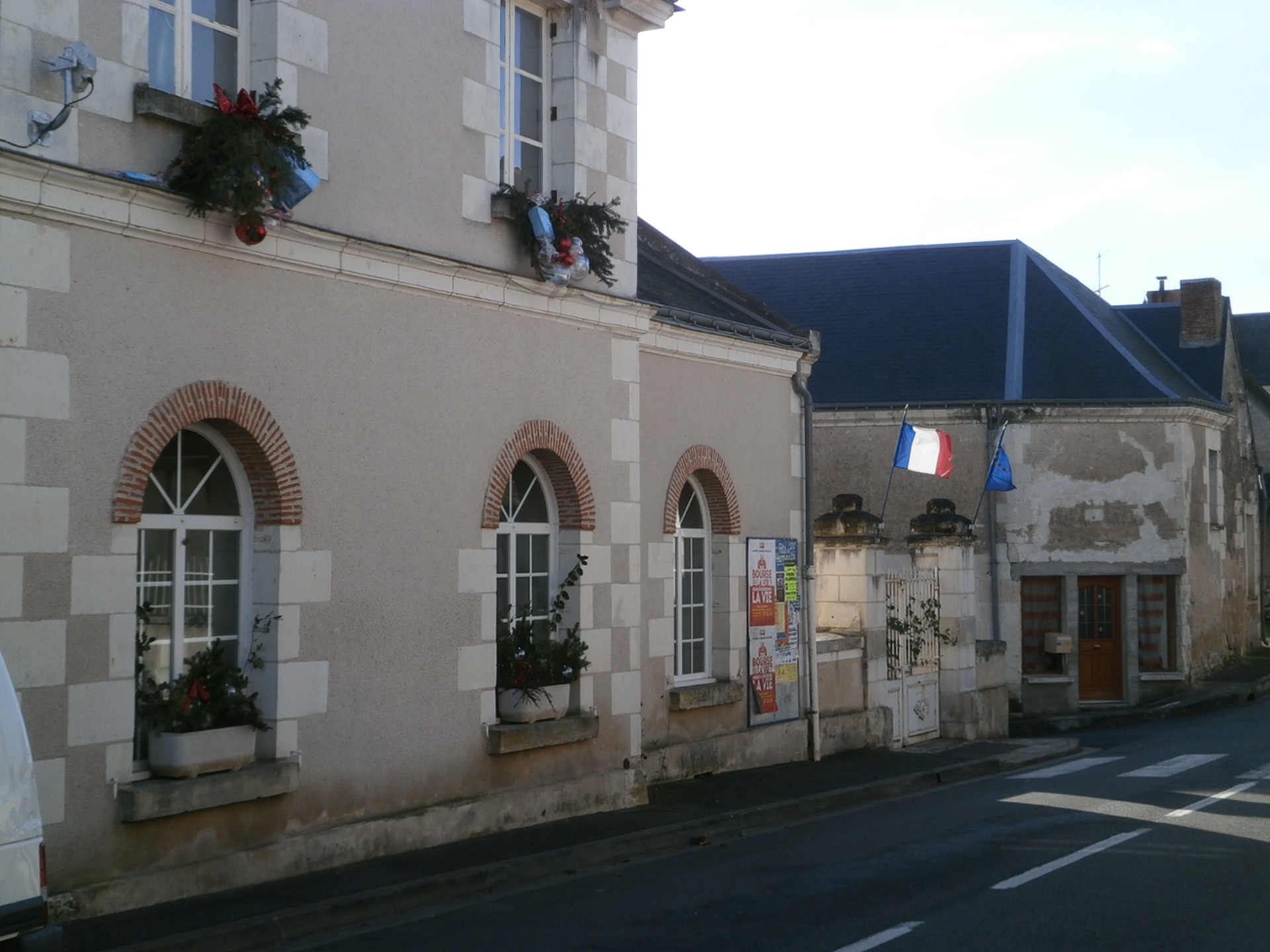
La mairie.

### Situation administrative
Azay-sur-Indre fait partie du canton de Loches, qui regroupe, à la suite du redécoupage cantonal de 2014, 28 communes autour de Loches, le chef-lieu de canton. À l'issue du second tour des élections départementales de 2015, Valérie Gervès (UMP) et Pierre Louault (UDI, conseiller général sortant) sont élus conseillers départementaux du canton de Loches.
La commune est rattachée à l'arrondissement de Loches et à la 3e circonscription de l'Indre-et-Loire. La députée de cette circonscription, réélue le 17 juin 2012, était Marisol Touraine, PS. Appelée à siéger au gouvernement le 21 juillet 2012, elle abandonne son siège au profit de son suppléant, Jean-Marie Beffara, PS.

### Tendances politiques et résultats
L'électorat de Saint-Quentin-sur-Indrois semble assez partagé quant à ses choix politiques. Lors des scrutins présidentiels, c'est le candidat de la droite qui a ses faveurs ; il en est de même pour deux législatives sur trois ainsi que pour les cantonales de 2008 où le candidat élu dès le premier tour est le maire, depuis 1977, de la commune voisine de Chédigny. Pour les élections régionales, par contre, c'est la liste de la gauche qui arrive en tête. Les résultats des élections européennes se prêtent peu à l'analyse, avec une participation relativement faible et un scrutin à un seul tour qui favorise l’éparpillement des voix mais, en 2014, les électeurs de Saint-Quentin-sur-Indrois placent à égalité, en tête de leurs suffrages, la liste du Front national et celle de l'UMP.

#### Élection présidentielle de 2017
En 2017, au deuxième tour des élections présidentielles, Emmanuel Macron (En marche !), élu, a obtenu 62,61 % des voix et Marine Le Pen (FN), 37,39 %. Le taux de participation s'est élevé à 77,41 %.

#### Élections municipales les plus récentes
Le nombre d'habitants au recensement de 2011 étant compris entre 500 et 1 499, le nombre de membres du conseil municipal est de 15 à partir de 2014 ; il ne comptait jusqu'alors que 11 membres (population inférieure à 500 habitants),.
Lors des élections municipales de 2008, les 11 conseillers municipaux ont été élus dès le premier tour ; le taux de participation était de 74,67 %.
Lors des élections municipales de 2014, les 15 conseillers municipaux ont également été élus dès le premier tour, avec un taux de participation de 76,80 %.

### Liste des maires
| Période                                  | Période                      | Identité                        | Étiquette | Qualité |
| ---------------------------------------- | ---------------------------- | ------------------------------- | --------- | ------- |
| Les données manquantes sont à compléter. |                              |                                 |           |         |
| 1791                                     | 1793                         | Blanchy                         |           |         |
| 1793                                     | 1804                         | Claude Pillault                 |           |         |
| 1805                                     | 1807                         | Quentin Robin                   |           |         |
| 1808                                     | 1815                         | Claude Pillault                 |           |         |
| 1816                                     | 1827                         | Pierre Bouzier dit Chambaudière |           |         |
| 1828                                     | 1831                         | Luc Céré                        |           |         |
| 1831                                     | 1837                         | Louis Blanchy                   |           |         |
| 1838                                     | juillet 1853                 | Jacques Lucas                   |           |         |
| août 1853                                | février 1892                 | Pierre Durand                   |           |         |
| février 1892                             | 1898                         | Paul Besnard                    |           |         |
| 1898                                     | 1912                         | Auguste Besnard                 |           |         |
| 1912                                     | 1919                         | Alfred Lunais                   |           |         |
| 1919                                     | 1928                         | Alexandre Moreau                |           |         |
| 1928                                     | mai 1929                     | Émile Girard                    |           |         |
| juin 1929                                | 1945                         | Raymond Clavier                 |           |         |
| 1945                                     | 1952 ?                       | Paul Viou                       |           |         |
| avant 1988                               | ?                            | Rémy Lunais                     |           |         |
| mars 2001                                | mars 2008                    | Jean Couillandre                |           |         |
| mars 2008                                | mars 2014                    | Pascal Boucher                  |           |         |
| mars 2014                                | En cours (au 2 janvier 2015) | Cécyl Deruyver-Averland         | SE        |         |

### Instances judiciaires et administratives
Jusqu'en fin 2009, les habitants de Saint-Quentin-sur-Indrois relevaient de la juridiction du tribunal d'instance de Loches. Depuis le 1er janvier 2010 et la réforme de la carte judiciaire, c'est le tribunal d'instance de Tours qui est compétent pour l'ensemble du département ; toutes les juridictions intéressant Saint-Quentin-sur-Indrois sont ainsi regroupées à Tours, exception faite du tribunal administratif qui siège à Orléans.
La commune se trouve dans la circonscription de gendarmerie de la brigade de proximité de Loches.

### Intercommunalité
Saint-Quentin-sur-Indrois fait partie, depuis sa création le 31 décembre 1995, de la communauté de communes Loches Développement qui regroupe vingt communes pour une population de 21 550 habitants, dont 6 455 pour la seule commune de Loches, en 2011. elle intègre, le 1er janvier 2017, la nouvelle communauté de communes Loches Sud Touraine.
Le syndicat intercommunal d'énergie d'Indre-et-Loire (SIEIL) assure le contrôle et la coordination de l'ensemble des concessionnaires opérant sur l'Indre-et-Loire dans le domaine de la distribution de gaz et d'électricité ; il intervient également sur le renforcement du réseau de distribution d'électricité. Fondé en 1937, il a progressivement évolué dans le contexte d'ouverture des marchés de l'énergie à la concurrence.
Par arrêté préfectoral en date du 23 avril 2008, toutes les communes d'Indre-et-Loire, Tours exceptée, adhèrent au SIEIL à titre individuel.
Chédigny, Azay-sur-Indre et Saint-Quentin-sur-Indrois ont créé en 1983 un syndicat intercommunal à vocation unique (SIVU) chargé d'organiser et assurer le transport scolaire des enfants dans le cadre d'un regroupement scolaire. Son siège social se trouve à Chédigny.
Un autre SIVU, auquel adhère la commune de Saint-Quentin-sur-Indrois au même titre que 48 autres communes du Lochois, prend en charge le transport des collégiens et lycéens entre leurs communes respectives et les établissements d'enseignement secondaire, publics comme privés, ouverts dans le périmètre de compétences de ce SIVU. Il s'agit du syndicat intercommunal de transport scolaire du Lochois dont le siège se trouve à Ferrière-sur-Beaulieu et qui opère en convention avec un transporteur professionnel.
L'agence touristique de la Touraine côté Sud, sous forme d'une association loi de 1901, prend en charge le développement touristique de la communauté de communes de Loches Sud Touraine. C'est dans ce cadre que Saint-Quentin-sur-Indrois peut bénéficier de ses prestations.

### Politique environnementale
La communauté de communes Loches Sud Touraine gère la politique environnementale sur l'ensemble de son territoire pour ce qui concerne la gestion des eaux potable et usées ainsi que des déchets ménagers.

#### Eau et assainissement
Depuis le 1er janvier 2012, la Régie eau potable et assainissement prend en charge l'organisation de la distribution d'eau potable et l'entretien du réseau d'assainissement.
Au 31 décembre 2012, le service d'adduction d'eau potable dessert 250 abonnés. Celle-ci est prélevée dans trois forages exploitant la nappe du séno-turonien sur le territoire de la commune de Reignac-sur-Indre. Après déferrisation et traitement UV, l'eau est distribuée ou envoyée dans un réservoir de stockage temporaire (château d'eau) situé sur Saint-Quentin,.
Pour les 384 abonnés de Saint-Quentin-sur-Indrois (nombre arrêté au 31 décembre 2012), le traitement des eaux usées est assuré par :
- cinq fosses septiques toutes eaux (FSTE) avec filtre à sable ; d'une capacité de 10 à 50 EH (équivalent-habitant), qui desservent le bourg et plusieurs hameaux ;
- une station d'épuration (STPE) équipée d'un dispositif de filtration sur lit de roseaux d'une capacité de 34 EH ;
- une station pourvue d'un équipement de filtration par percolation, d'une capacité de 20 EH.

Ces deux dernières stations assurent le traitement des eaux usées de deux hameaux communaux.

#### Déchets ménagers
Une collecte hebdomadaire des ordures ménagères (OM) et des emballages ménagers (EM) est assurée en porte-à-porte. Des conteneurs pour le verre et les journaux-revues-magazines (JRM) sont disposés sur deux sites du territoire communal. Une collecte des encombrants est réalisée une fois par an en porte-à-porte. Les habitants de Saint-Quentin-sur-Indre peuvent en outre se procurer des bacs pour le compostage de leurs déchets végétaux ce qui leur permet d'en réutiliser le terreau. Enfin, ils ont accès aux déchetteries de Chanceaux-près-Loches ou de Tauxigny, respectivement distantes de 12 et 8 km.

#### Fleurissement de la commune
La municipalité de Saint-Quentin-sur-Indrois a mis en place une commission municipale chargée du fleurissement.

### Finances locales
Le tableau ci-dessous présente quelques éléments des finances locales de Saint-Quentin-sur-Indrois, sur une période de neuf ans :
| Années | Résultat comptable | Résultat comptable   | Besoin () ou capacité () de · financement des investissements | Besoin () ou capacité () de · financement des investissements | Capacité d'autofinancement (CAF) | Capacité d'autofinancement (CAF) |
| Années | Saint-Quentin      | Moyenne de la strate | Saint-Quentin                                                 | Moyenne de la strate                                          | Saint-Quentin                    | Moyenne de la strate             |
| ------ | ------------------ | -------------------- | ------------------------------------------------------------- | ------------------------------------------------------------- | -------------------------------- | -------------------------------- |
| 2005   | 174                | 133                  | 19                                                            | 7                                                             | 174                              | 134                              |
| 2006   | 206                | 139                  | 345                                                           | 17                                                            | 206                              | 140                              |
| 2007   | -3                 | 156                  | 301                                                           | 25                                                            | -3                               | 159                              |
| 2008   | 165                | 142                  | 19                                                            | 12                                                            | 165                              | 146                              |
| 2009   | 132                | 140                  | 138                                                           | 9                                                             | 132                              | 145                              |
| 2010   | 103                | 134                  | 207                                                           | 16                                                            | 103                              | 140                              |
| 2011   | 116                | 157                  | 34                                                            | 1                                                             | 116                              | 162                              |
| 2012   | 134                | 160                  | 1                                                             | 1                                                             | 134                              | 168                              |
| 2013   | 108                | 148                  | 54                                                            | 13                                                            | 108                              | 156                              |

Quelques tendances générales, toujours en comparaison avec la moyenne de la strate, peuvent être dégagées à l'examen de ces données, en sachant que Saint-Quentin-sur-Indrois se situe à la charnière entre deux strates (507 habitants en 2013). Le besoin ou capacité de financement des investissements évolue fortement d'année en année, mais sans exprimer de tendance claire, même s'il paraît observer des cycles de plusieurs années.
Le résultat comptable, à l'exception de 2005, 2006 et 2008, est toujours inférieur à la moyenne de la strate dans laquelle évolue Saint-Quentin ; il est même légèrement négatif en 2006. La capacité d'autofinancement de la commune suit une évolution en tous points comparables à celle du résultat comptable, avec le même « point bas » en 2007.

## Population et société

### Démographie

#### Évolution démographique
Les habitants de Saint-Quentin-sur-Indrois sont appelés les Quentinois.
Les premiers registres paroissiaux connus remontent à 1583. Cent-un feux étaient recensés en 1687 et cent-dix en 1789, dernier dénombrement familial avant la mise en place des recensements individuels. Certains historiens émettent des doutes sur la fiabilité du résultat de 1806 qui indique une population de 844 habitants, valeur très élevée (253 habitants gagnés en six ans) et isolée dans la série des recensements.
L'évolution du nombre d'habitants est connue à travers les recensements de la population effectués dans la commune depuis 1793. Pour les communes de moins de 10 000 habitants, une enquête de recensement portant sur toute la population est réalisée tous les cinq ans, les populations de référence des années intermédiaires étant quant à elles estimées par interpolation ou extrapolation. Pour la commune, le premier recensement exhaustif entrant dans le cadre du nouveau dispositif a été réalisé en 2005.

En 2022, la commune comptait 492 habitants, en évolution de −3,91 % par rapport à 2016 (Indre-et-Loire : +1,67 %, France hors Mayotte : +2,11 %).
| 1793 | 1800 | 1806 | 1821 | 1831 | 1836 | 1841 | 1846 | 1851 |
| ---- | ---- | ---- | ---- | ---- | ---- | ---- | ---- | ---- |
| 541  | 591  | 844  | 550  | 623  | 684  | 723  | 720  | 679  |

| 1856 | 1861 | 1866 | 1872 | 1876 | 1881 | 1886 | 1891 | 1896 |
| ---- | ---- | ---- | ---- | ---- | ---- | ---- | ---- | ---- |
| 660  | 673  | 674  | 654  | 702  | 708  | 649  | 656  | 598  |

| 1901 | 1906 | 1911 | 1921 | 1926 | 1931 | 1936 | 1946 | 1954 |
| ---- | ---- | ---- | ---- | ---- | ---- | ---- | ---- | ---- |
| 601  | 586  | 611  | 553  | 536  | 548  | 565  | 569  | 638  |

| 1962 | 1968 | 1975 | 1982 | 1990 | 1999 | 2005 | 2006 | 2010 |
| ---- | ---- | ---- | ---- | ---- | ---- | ---- | ---- | ---- |
| 523  | 440  | 373  | 425  | 405  | 429  | 419  | 429  | 492  |

| 2015 | 2020 | 2022 | - | - | - | - | - | - |
| ---- | ---- | ---- | - | - | - | - | - | - |
| 511  | 491  | 492  | - | - | - | - | - | - |

Exception faite de la valeur peut-être aberrante de 1806, la population quentinoise est restée assez stable de 1793 à 1880. À compter de cette date, et malgré un rétablissement spectaculaire mais temporaire, effet du baby boom d'après-guerre, elle décline régulièrement pour atteindre un point bas en 1975 avec seulement 373 habitants ; en un siècle, la commune a perdu près d'un habitant sur deux. À partir du milieu des années 1970, la population s'accroît à nouveau et, en 2012, Saint-Quentin a retrouvé son niveau démographique du début des années 1960.
Depuis 1968, l'évolution de la population de Saint-Quentin-sur-Indrois est principalement dictée par les variations du solde migratoire, le solde naturel restant toujours assez voisin de zéro, quelle que soit la période considérée, comme le montrent les données du tableau ci-dessous,.
|                                           | 1968 - 1975 | 1975 - 1982 | 1982 - 1990 | 1990 - 1999 | 1999 - 2006 | 2006 - 2012 |
| ----------------------------------------- | ----------- | ----------- | ----------- | ----------- | ----------- | ----------- |
| Taux de variation annuel de la population | - 2,3       | + 1,9       | - 0,6       | + 0,6       | 0,0         | + 3,2       |
| Solde naturel                             | - 0,1       | - 0,1       | - 0,2       | - 0,4       | + 0,1       | - 0,1       |
| Solde migratoire                          | - 2,3       | + 2,0       | - 0,5       | + 1,1       | - 0,1       | + 3,3       |

#### Pyramide des âges
La population de la commune est relativement jeune.
En 2018, le taux de personnes d'un âge inférieur à 30 ans s'élève à 29,4 %, soit en dessous de la moyenne départementale (34,9 %). À l'inverse, le taux de personnes d'âge supérieur à 60 ans est de 26,0 % la même année, alors qu'il est de 27,8 % au niveau départemental.
En 2018, la commune comptait 241 hommes pour 263 femmes, soit un taux de 52,18 % de femmes, légèrement supérieur au taux départemental (51,91 %).
Les pyramides des âges de la commune et du département s'établissent comme suit.
| Hommes | Classe d’âge | Femmes |
| ------ | ------------ | ------ |
| 0,0    | 90 ou +      | 0,8    |
| 9,1    | 75-89 ans    | 10,0   |
| 14,1   | 60-74 ans    | 17,8   |
| 25,7   | 45-59 ans    | 21,0   |
| 22,8   | 30-44 ans    | 20,1   |
| 9,7    | 15-29 ans    | 9,8    |
| 18,6   | 0-14 ans     | 20,5   |

| Hommes | Classe d’âge | Femmes |
| ------ | ------------ | ------ |
| 0,9    | 90 ou +      | 2,2    |
| 7,9    | 75-89 ans    | 10,2   |
| 17,3   | 60-74 ans    | 18,1   |
| 19,8   | 45-59 ans    | 19,1   |
| 17,9   | 30-44 ans    | 17,2   |
| 18,5   | 15-29 ans    | 17,5   |
| 17,6   | 0-14 ans     | 15,6   |

### Enseignement
La commune de Saint-Quentin-sur-Indrois est rattachée à l'académie d'Orléans-Tours. Cette académie fait partie de la zone B pour son calendrier de vacances scolaires.
Un syndicat intercommunal de regroupement scolaire (SIRS) couvre les communes de Chédigny, Azay-sur-Indre et Saint-Quentin-sur-Indrois. Au sein de ce regroupement, la commune de Saint-Quentin-sur-Indrois accueille chaque année une cinquantaine d'enfants dans les deux classes de son école élémentaire. Le transport des enfants entre leur commune de résidence et leur lieu de scolarisation est assuré par un minibus dans le cadre d'un syndicat intercommunal à vocation unique (SIVU).
En 2014, les établissements d'enseignement secondaire les plus proches se trouvent à Loches, avec deux collèges, l'un public, l'autre privé, et trois lycées, dont deux lycées d'enseignement général, l'un public et l'autre privé, et un lycée public d'enseignement professionnel. Le transport des collégiens et lycéens à destination de Loches est assuré par un service d'autocars.
Les établissements d'enseignement supérieur sont tous situés à Tours ou dans sa proche périphérie. Parmi eux, l'université pluridisciplinaire François-Rabelais propose, au sein d'une école polytechnique universitaire et de deux instituts universitaires de technologie s'appuyant sur une quarantaine de laboratoires de recherche, sept unités de formation et de recherche ; l'école supérieure de commerce et de management de Tours-Poitiers offre sur ses deux sites des formations Bac+3 ou Bac+5 ; l'école Brassart de Tours est spécialisée dans les arts graphiques. Dans le domaine agricole, le lycée agricole de Tours-Fondettes prépare au diplôme du brevet de technicien supérieur (BTS, Bac+2).

### Équipements sociaux, culturels et sportifs
La commune dispose d'une salle polyvalente, édifiée sur l'ancien champ de foire de Saint-Quentin en 1985. Sa toiture d'ardoises s'harmonise avec celle des habitations alentour et son style architectural rappelle celui des églises contemporaines.
Sous l'égide du conseil général d'Indre-et-Loire, dans le cadre du réseau de la « direction de la lecture publique et du livre de Touraine », Saint-Quentin-sur-Indrois met à la disposition de ses habitants une bibliothèque.

### Manifestations culturelles de festivités
Depuis le milieu des années 1990, la commune de Saint-Quentin-sur-Indrois et son comité des fêtes organisent, à la fin du printemps, une Foire aux oisons où les visiteurs peuvent acheter de jeunes oies, mais aussi d'autres volailles vivantes ; une brocante et une animation thématique sont proposées : en 2014, c'est le cheval de trait qui est à l'honneur.

### Vie associative
Quatre associations interviennent sur la commune de Saint-Quentin-sur-Indrois, deux dans le domaine de l'action culturelle, deux dans le domaine du sport et des loisirs et enfin une, à vocation intercommunale, dans le secteur social (association des parents d'élèves des écoles du regroupement),.

### Santé et services d'urgence
La commune de Saint-Quentin-sur-Indrois ne dispose pas de professionnel de santé sur son territoire. Les médecins généralistes les plus proches exercent à Chambourg-sur-Indre et Genillé, à environ 7 km.
L'hôpital le plus proche est le centre hospitalier des Rives de l'Indre à Loches.
Le centre d'incendie et secours le plus proche se trouve à Chambourg-sur-Indre.

### Médias
Le quotidien régional La Nouvelle République du Centre-Ouest, dans son édition Indre-et-Loire, Touraine Est, consacre quelques pages à l’actualité du canton de Loches. La Renaissance lochoise, « l'hebdomadaire de la Touraine du Sud » est un hebdomadaire d’informations locales sur les cantons du sud de la Touraine.
Dans le domaine des médias audiovisuels, deux chaînes de télévision de télévision numérique terrestre (TNT) sont accessibles à tous les habitants de Saint-Quentin-sur-Indrois et relaient les informations locales entre autres : France 3 Centre-Val de Loire et TV Tours Val de Loire. Parmi les nombreuses stations de radio disponibles, on peut citer France Bleu Touraine et Graffic, basée à Loches, plus spécialement consacrée à la musique et aux informations locales dans une zone allant de Tours à Poitiers et à Châteauroux.

### Culte
Le territoire de la commune dépend de la paroisse Saint-Jean-des-Roches au sein du doyenné de Loches, lui-même partie de l'archidiocèse de Tours, au même titre que cinq autres doyennés. En 2014, cette paroisse dispose d'un lieu de culte à Saint-Quentin-sur-Indrois, l'église Saint-Quentin, où le culte catholique est célébré en alternance avec les autres églises de la paroisse.
Monseigneur Bernard-Nicolas Aubertin est à la tête de l'archidiocèse de Tours depuis 2005.

### Énergie et télécommunications
En 2014, l'ensemble du réseau de téléphonie fixe déployé sur Saint-Quentin-sur-Indrois est accessible à l'internet haut débit via la technique ADSL 2+.
Pour des raisons de « sensibilité environnementale », liées à la présence d'un site du réseau Natura 2000, la partie nord du territoire de Saint-Quentin est exclue des zones de développement potentiel de l'énergie éolienne en Indre-et-Loire ; il en est de même du sud du territoire communal, couvert par la forêt domaniale de Loches et de surcroît intégré à une zone naturelle d'intérêt écologique, faunistique et floristique (ZNIEFF).

## Économie
Saint-Quentin-sur-Indrois est classée en zone de revitalisation rurale par arrêté du 16 mars 2017.

### Revenus et fiscalité
En 2015, le revenu fiscal médian par ménage est de 34 493 €, alors que la moyenne départementale s'établit à 32 011 € et que celle de la France métropolitaine est de 32 409 €.
Les indicateurs de revenus et de fiscalité à Saint-Quentin-sur-Indrois et dans l'ensemble de l'Indre-et-Loire en 2011 sont présentés ci-dessous, :
|                                                                             | Saint-Quentin | Indre-et-Loire |
| --------------------------------------------------------------------------- | ------------- | -------------- |
| Revenu net déclaré par foyer fiscal (en €)                                  | 24 001        | 24 480         |
| Part des foyers fiscaux imposables sur l'ensemble des foyers fiscaux (en %) | 55,7          | 58,3           |

Le revenu moyen par foyer fiscal est légèrement inférieur et la proportion de foyers imposables sont légèrement inférieurs à la moyenne départementale.

### Emploi
Les deux tableaux ci-dessous présentent les chiffres-clés de l'emploi à Saint-Quentin-sur-Indrois et leur évolution sur les six dernières années, :
|                               | Saint-Quentin 2011 | Saint-Quentin 2006 |
| ----------------------------- | ------------------ | ------------------ |
| Population de 15 à 64 ans     | 297                | 268                |
| Actifs (en %)                 | 77,7               | 70,3               |
| dont :                        |                    |                    |
| Actifs ayant un emploi (en %) | 73,6               | 67,7               |
| Chômeurs (en %)               | 4,1                | 2,7                |

|                                      | Saint-Quentin 2011 | Saint-Quentin 2006 |
| ------------------------------------ | ------------------ | ------------------ |
| Nombre d'emplois dans la zone        | 68                 | 69                 |
| Indicateur de concentration d'emploi | 30,7               | 37,8               |

Sur six ans, la population potentiellement active (habitants âgés de 15 à 64 ans) de Saint-Quentin-sur-Indrois a fortement augmenté et son taux d'emploi s'est amélioré mais le taux de chômage a progressé également ; cette situation apparemment paradoxale est due à une baisse importante du pourcentage d'étudiants et de retraités, aux deux extrémités de la classe d'âge. Le nombre d'emplois dans la zone (« offre ») est resté stable mais le nombre d'actifs (« demande ») a augmenté, ce qui conduit à une dégradation de l'indicateur de concentration d'emploi ; seuls 30 emplois sont proposés pour 100 actifs.
En 2011, les actifs résidant à Saint-Quentin-sur-Indrois travaillent en très grande majorité dans une autre commune du département (76,9 %), soit les trois quarts ; 6 % des actifs travaillent hors du département, voire de la région. Ils ne sont que 17,1 % à occuper un emploi dans leur commune de résidence. La présence des bassins d'emploi attractifs d'Amboise et de Loches, voire de Tours, draine une importante partie de la population active de Saint-Quentin-sur-Indrois.

### Tissu économique
Le tableau ci-dessous détaille les établissements actifs à Saint-Quentin-sur-Indrois par secteur d'activité au regard du nombre de salariés :
|                                                              | Total | %     | 0 salarié | 1 à 9 salariés | 10 à 19 salariés | 20 à 49 salariés | 50 salariés ou plus |
| ------------------------------------------------------------ | ----- | ----- | --------- | -------------- | ---------------- | ---------------- | ------------------- |
| Ensemble                                                     | 47    | 100,0 | 38        | 9              | 0                | 0                | 0                   |
| Agriculture, sylviculture et pêche                           | 22    | 46,8  | 18        | 4              | 0                | 0                | 0                   |
| Industrie                                                    | 1     | 1,2   | 1         | 0              | 0                | 0                | 0                   |
| Construction                                                 | 4     | 8,5   | 3         | 1              | 0                | 0                | 0                   |
| Commerce, transports, services divers                        | 16    | 34    | 14        | 2              | 0                | 0                | 0                   |
| dont commerce et réparation automobile                       | 1     | 1,2   | 1         | 0              | 0                | 0                | 0                   |
| Administration publique, enseignement, santé, action sociale | 4     | 8,5   | 2         | 2              | 0                | 0                | 0                   |
| Champ : ensemble des activités.                              |       |       |           |                |                  |                  |                     |

En 2012 et 2013, neuf entreprises ont été créées à Saint-Quentin-sur-Indrois, deux dans le domaine l'industrie, deux dans celui de la construction, deux dans le secteur du commerce et une dans celui de l'administration publique, de l'enseignement, de la santé, et de l'action sociale,.
Une petite zone d'activités d'une superficie de 1,30 ha est aménagée sur la commune. Fin 2011, elle n'est pas occupée.

#### Agriculture
Le tableau ci-dessous présente les principales caractéristiques des exploitations agricoles de Saint-Quentin-sur-Indrois, observées sur une période de 22 ans :
|                                            | 1988  | 2000  | 2010  |
| ------------------------------------------ | ----- | ----- | ----- |
| Nombre d’exploitations                     | 30    | 25    | 18    |
| Équivalent Unité de travail annuel (UTA)   | 39    | 31    | 20    |
| Surface Agricole Utile (SAU) (ha)          | 1 448 | 1 900 | 1 619 |
| Cheptel (nombre de têtes)                  | 416   | 522   | 516   |
| Terres labourables (ha)                    | 1 325 | 1 812 | 1 534 |
| Superficie moyenne d’une exploitation (ha) | 38,3  | 76,0  | 89,9  |

Malgré la constante diminution du nombre de ses exploitations, Saint-Quentin-sur-Indrois demeure une commune dans laquelle l'agriculture garde une part importante de l'économie (47 % des entreprises communales sont des exploitations agricoles). La surface des exploitations a plus que doublé en 22 ans, mais le nombre d'emplois générés, exprimé par le nombre d'UTA, a été divisé presque par deux, conséquence d'une réorientation vers la céréaliculture peu exigeante en main d'œuvre. Le cheptel (bovins d'élevage surtout) est en augmentation et les prairies continuent à couvrir plus de 80 hectares.

#### Entreprises, commerces et services
Dans le secteur du bâtiment et des travaux publics, un couvreur et un maçon proposent leurs services à Saint-Quentin.
L'offre communale de services en 2014, bien qu'assez limitée, concerne les domaines les plus variés : agent immobilier, agent d'assurance, transport routier, taxi, travaux d'entretien de parcs et jardins ; cinq assistantes maternelles peuvent accueillir 13 enfants.
En 2011, un bar-restaurant est le seul commerce de proximité de Saint-Quentin-sur-Indrois. Les habitants trouvent dans les communes proches, Genillé mais surtout Loches, un choix de commerces permettant de subvenir à la très grande majorité de leurs besoins. Un marché, installé sur l'ancien champ de foire, continue de se tenir une fois par semaine.

## Culture locale et patrimoine

### Lieux et monuments
- Le dolmen de la Pierre Levée existe toujours, mais il est partiellement effondré et l'accès en est diificile.
- Succédant peut-être à un ancien oratoire[40], l'église Saint-Quentin a été construite au XIIe siècle, mais remaniée aux XVIe et XVIIe siècles ; elle a fait l'objet de plusieurs restaurations[52]. Son clocher est frappé par la foudre le 12 avril 1998[141] ; il s’écroule en partie sur la toiture de l’église, elle aussi endommagée. Il sera reconstruit et la nef recouverte au début des années 2000. Les blasons des deux familles Fumée et Ruzé (famille de l'épouse d'Adam Fumée) sont apposés sur certaines clés de voûte de la nef ainsi que sur l’un des piliers de l’église[52]. Sur un autre de ces piliers, une plaque en cuivre, datée de l'an 1500 et provenant du château des Roches-Saint-Quentin rappelle qu'Adam Fumée, le seigneur des Roches, avait fondé plusieurs services religieux. Deux petits retables du XVIIIe siècle sont exposés sur les parois latérales du chœur[7]. L'église Saint-Quentin fait partie de la liste des monuments historiques, en tant qu'édifice inscrit, depuis 1926[142].

- Le prieuré de Berneçay, situé à environ 2 km au sud-est du centre-bourg de Saint-Quentin, était déjà cité au IXe siècle comme une possession de l'abbaye de Marmoutier. Abritant une maladrerie du XIIe au XVIIe siècle, Berneçay fut vendu comme bien national à la Révolution[143]. Les bâtiments actuels ne datent pour la plupart que du XVe siècle, de même que la porte en arc surbaissé donnant accès à la cour qui les dessert[56]. Un corps de bâtiment, toutefois, est plus ancien puisqu'il comporte encore une fenêtre du XIIIe siècle. La construction la plus curieuse de cet ancien prieuré est sans doute une cave souterraine du XIVe siècle, longue de 15 m, dont le plan évoque celui d'une église avec nef de trois travées, transept à voûtes sur croisée d'ogives et dont deux caveaux profonds figurent les bras, et abside terminale[7]. Malgré cette similitude, il semble bien que cette construction n'a jamais eu de vocation cultuelle et qu'il s'agisse bien d'une cave à provisions. Les hypothèses en faisant une chapelle funéraire ou un refuge pour des moines pendant la guerre de Cent Ans semblent sans fondement[144].

- Le château des Roches-Saint-Quentin, parfois plus simplement nommé château des Roches, est un ancien château fortifié du XIVe siècle dont il ne reste qu'une tour cylindrique, surélevée à la Renaissance et surmontée d'un dôme et d'un lanternon[145]. Le château voit naître Jeanne-Marie de Maillé ; il est ensuite propriété d'Adam Fumée, influent conseiller de plusieurs rois de France ; ses descendants font construire la majeure partie du château contemporain[146]. La tour ainsi qu'une fuie du début du XVIe siècle sont inscrites aux monuments historiques[145]. Une légende veut que Charles VII ait pris l'habitude d'enfermer au dernier étage de la tour sa favorite Agnès Sorel, faute de pouvoir la surveiller quand il chassait en forêt de Loches. Cette tradition est démentie par des anachronismes historiques : le dernier étage de la tour n'était pas encore construit à l'époque d'Agnès Sorel, il s'en faut de cent ans environ. Le château des Roches-Saint-Quentin est, en 2014, le siège de la paroisse Saint-Jean des-Roches ; il accueille plusieurs frères de la communauté Saint-Jean[147].

- Le manoir du Bout-du-Pont, fort logiquement situé à proximité du point de franchissement de l'Indrois au pied du coteau de la rive nord, conserve une tour du XVIe siècle ornée d'un cadran solaire et plusieurs éléments architecturaux (chapiteaux ioniques ou corinthiens, frontons) révélateurs d'emprunts à l'architecture classique inspirée de l'Antiquité[7].
- La Fuye de Champeigne, ancien fief presque totalement détruit en 1827 pour servir de carrière de pierre, garde cependant un corps de bâtiment du XVe siècle orné de fenêtres dont les meneaux se distinguent encore[148].

- La pyramide de Saint-Quentin, construite dans le dernier quart du XVIIIe siècle, est un monument en forme de pyramide élancée surmontée d'une sphère, le tout reposant sur un socle ; elle servait de rendez-vous de chasse. En dépit de son appellation usuelle, elle se trouve sur le territoire de la commune voisine de Ferrière-sur-Beaulieu[149].

Monuments et lieux de Saint-Quentin-sur-Indrois (sélection).
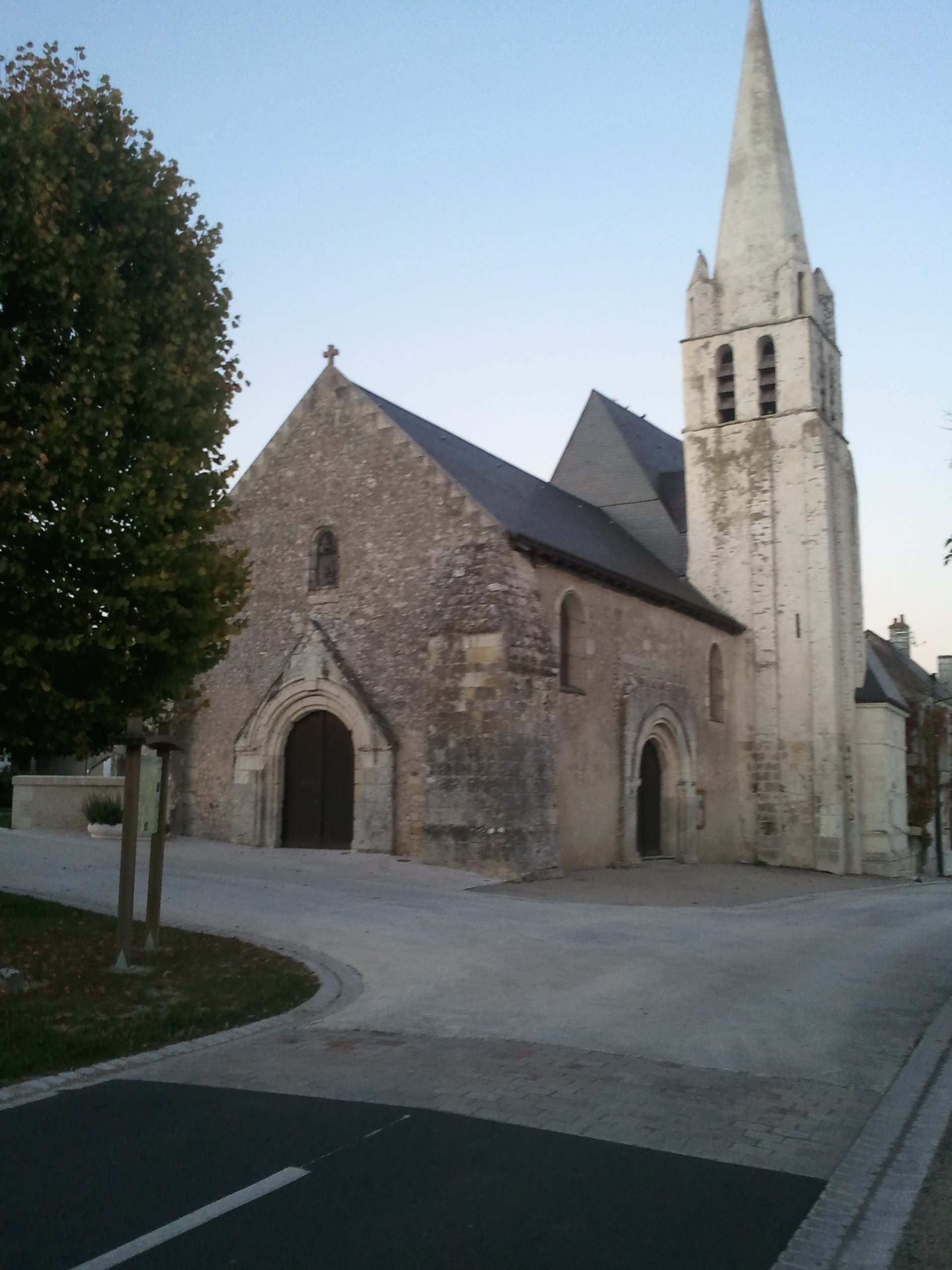
L'église Saint-Quentin.
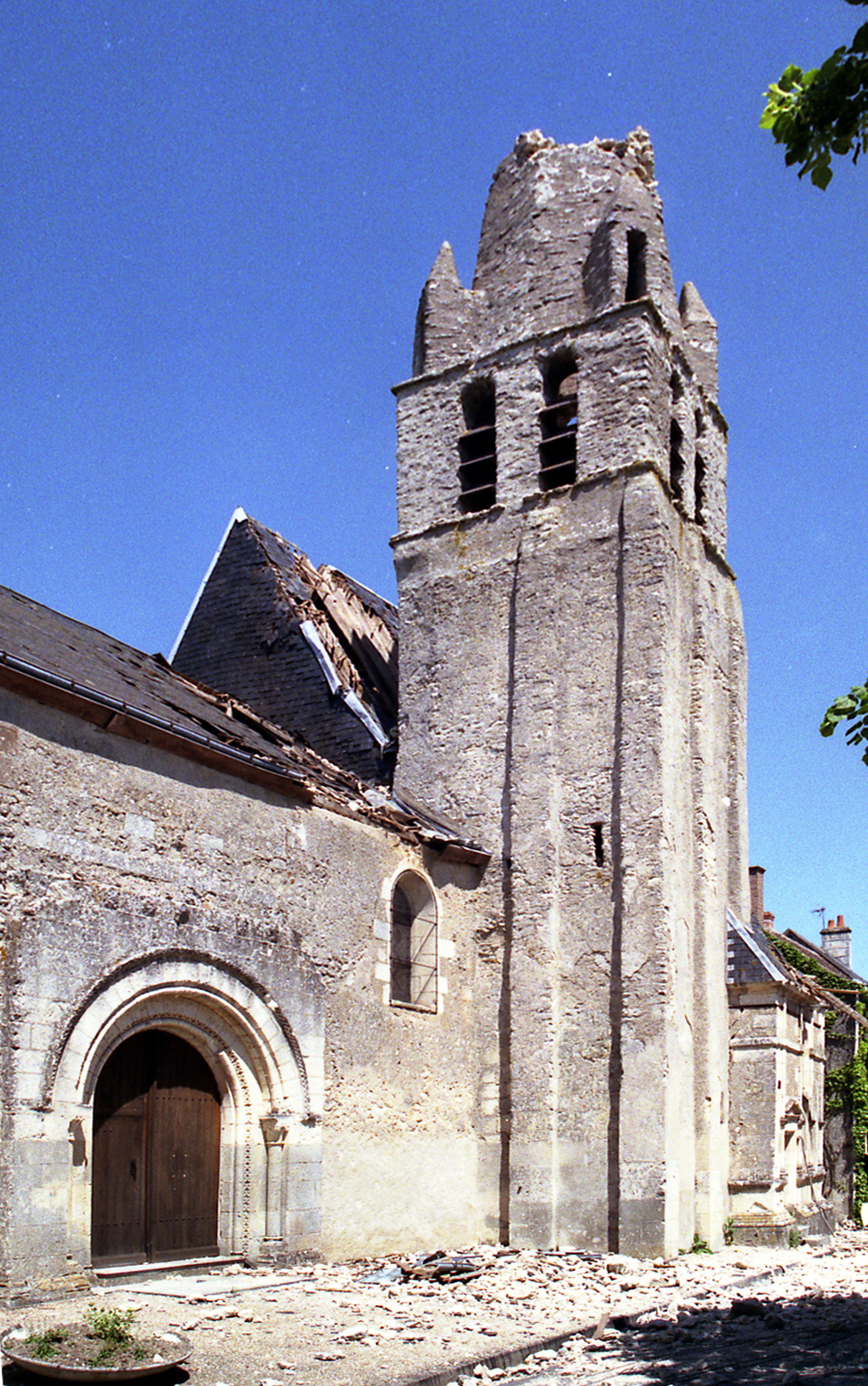
Le clocher foudroyé.
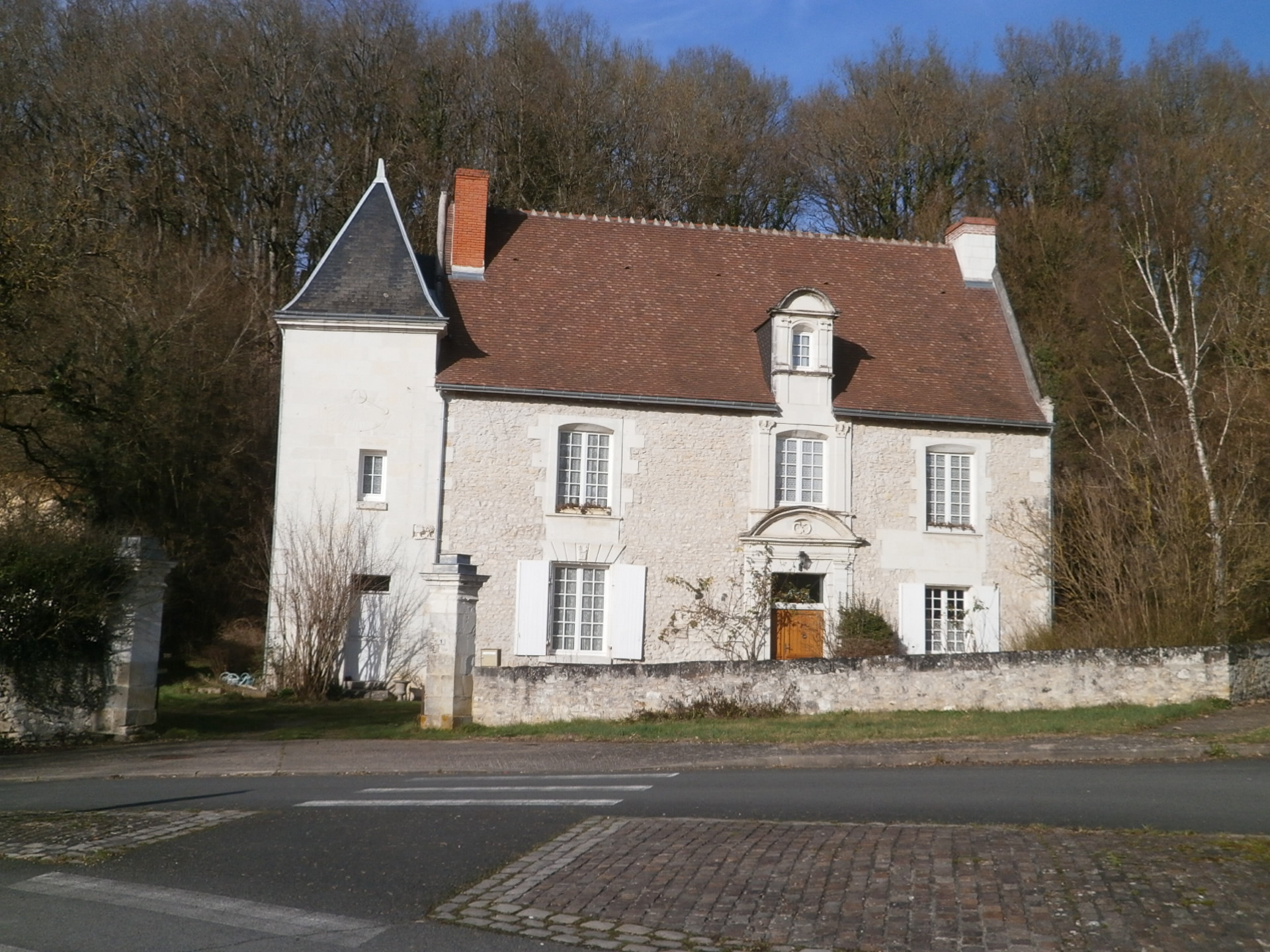
Le manoir du Bout-du-Pont.
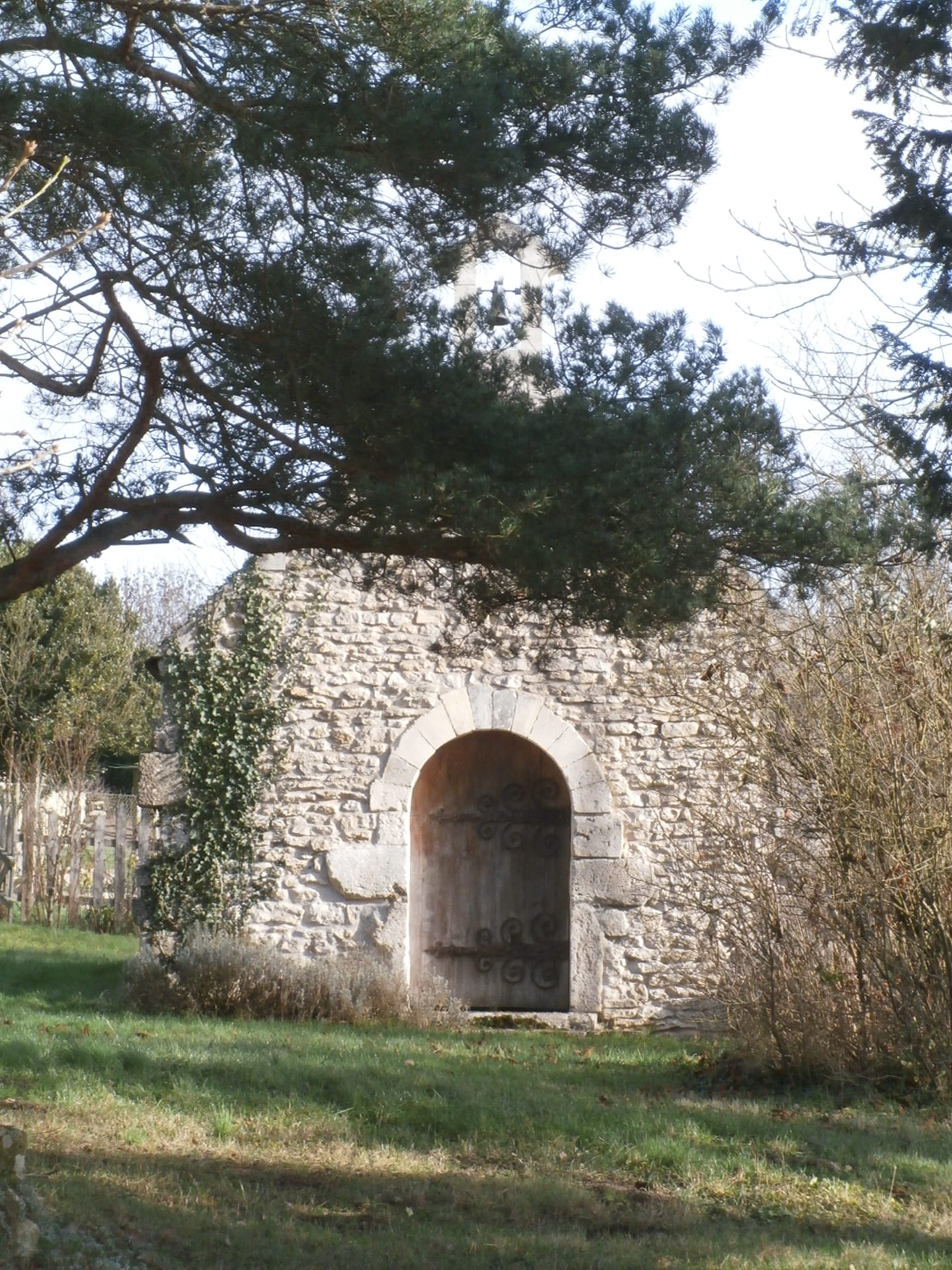
La chapelle du prieuré de Berneçay.
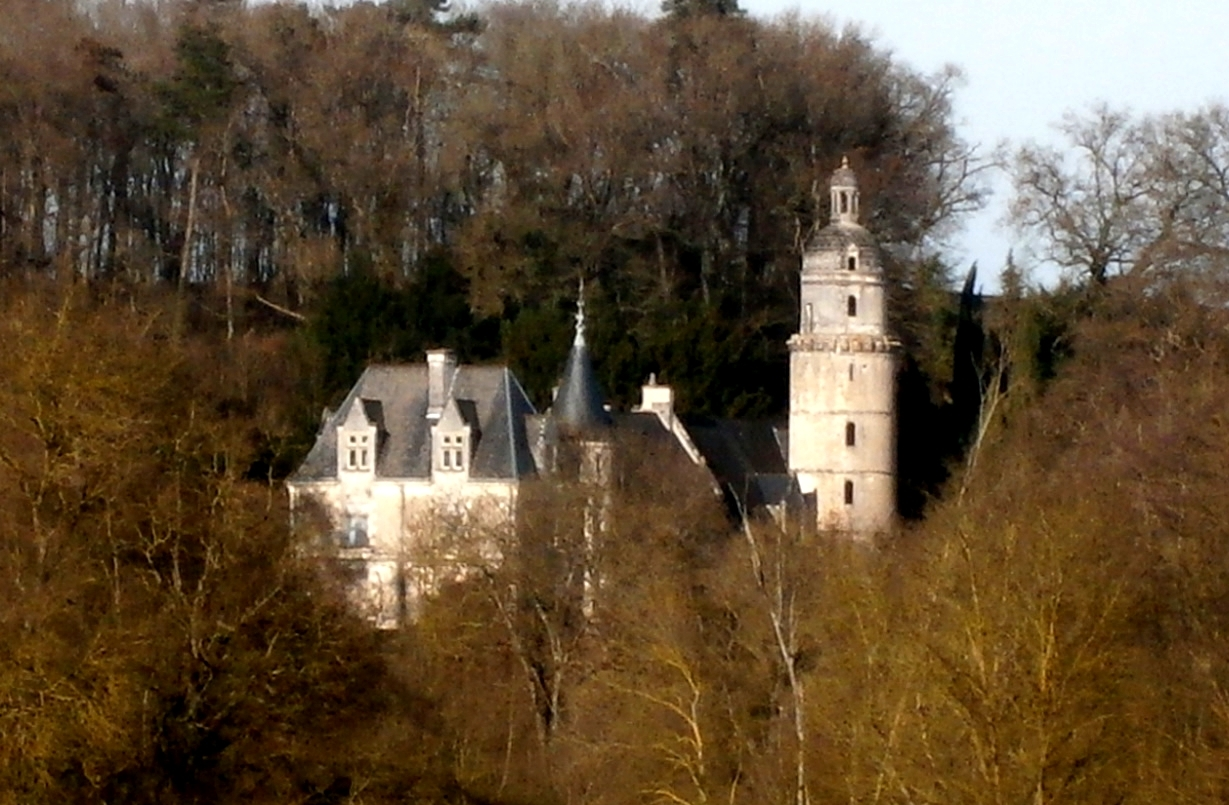
Le château des Roches-Saint-Quentin.
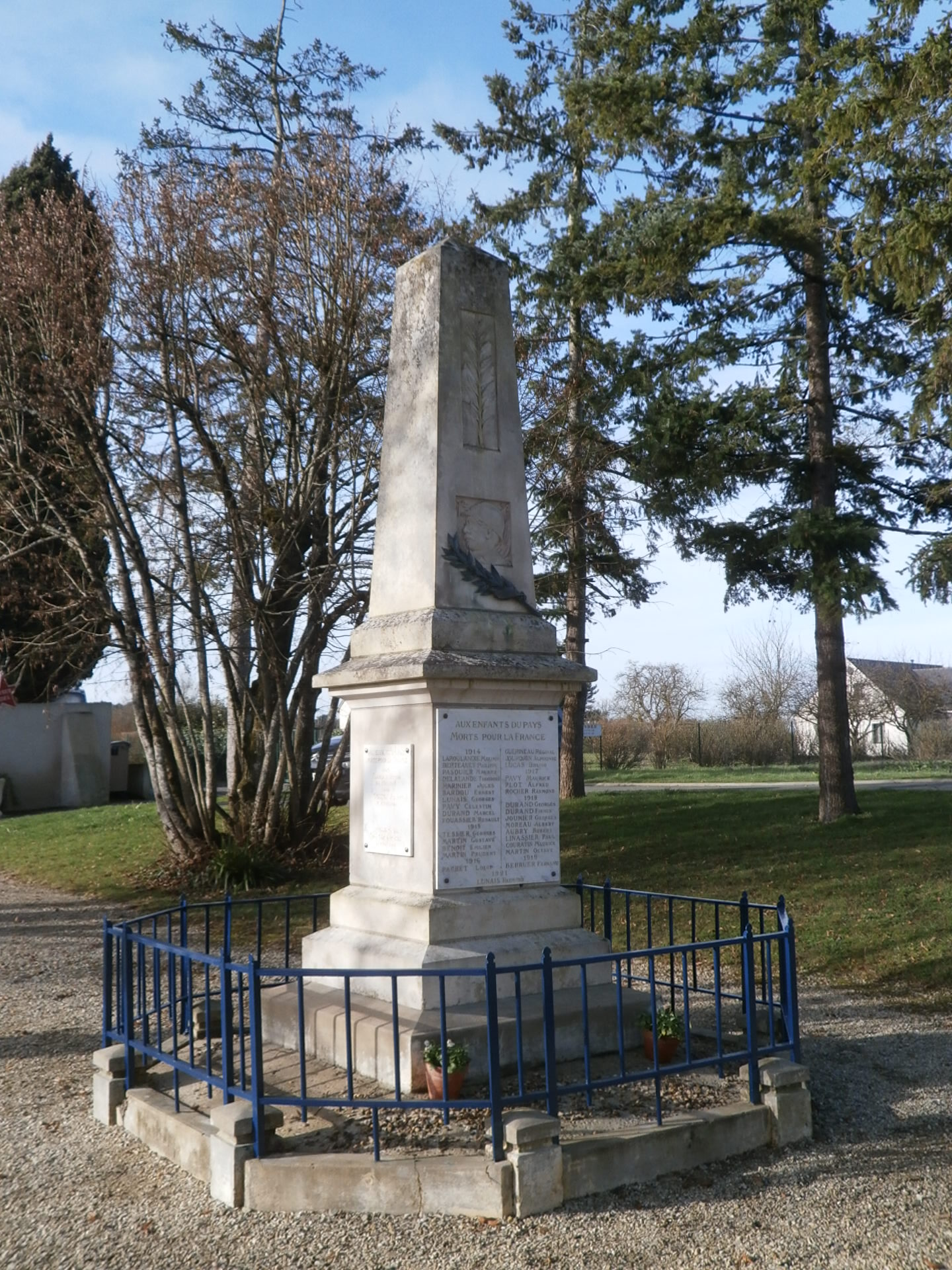
Le monument aux morts communal.
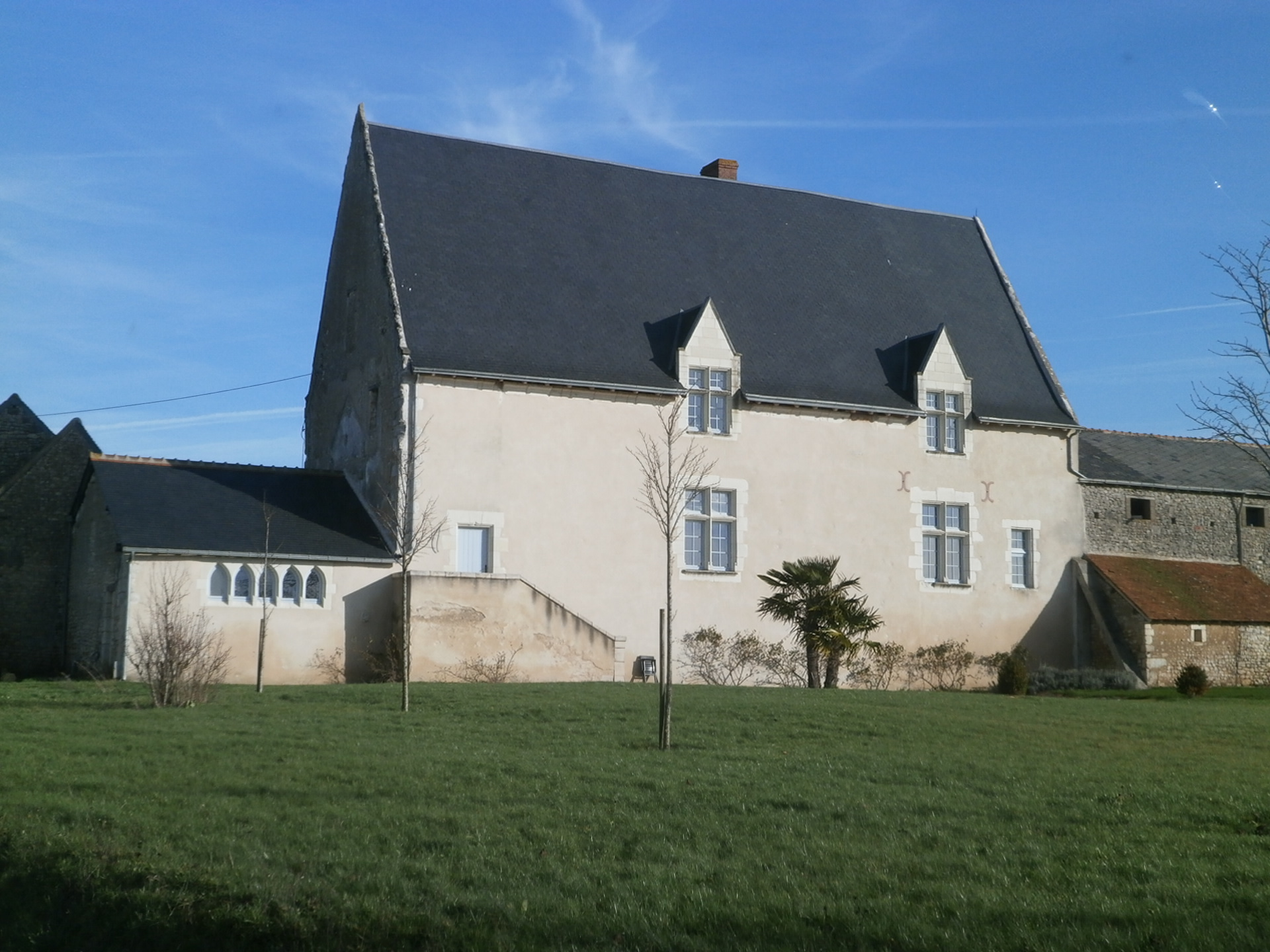
La fuye de Champeigne (bâtiment moderne).

### Patrimoine naturel
Ayant pour objectif un inventaire des espèces animales ou végétales qui y sont présentes, la création des zones naturelles d'intérêt écologique, faunistique et floristique (ZNIEFF) ne s'accompagne d'aucune mesure de protection réglementaire. Le territoire communal de Saint-Quentin-sur-Indrois est partiellement intégré à deux ZNIEFF. La ZNIEFF du Massif forestier de Loches, d'une superficie de 5 066 hectares s'étend sur 10 communes, dont Saint-Quentin-sur-Indrois pour la partie sud de son territoire. La forêt de Loches est considérée comme l’un des massifs boisés les plus riches d’Indre-et-Loire. La grande ZNIEFF du Plateau de Champeigne entre Bléré et Loches (9 032 hectares s'étend sur 11 communes ; elle concerne une partie du territoire de Saint-Quentin-sur-Indrois au nord de la rivière, limitrophe des communes de Sublaines et Luzillé. Pas moins de 50 espèces d'angiospermes et 8 espèces d'oiseaux protégés ou rares y ont été recensées).
La commune de Saint-Quentin-sur-Indrois est intégrée depuis 2006 au réseau Natura 2000. La zone de protection spéciale (ZPS) ainsi constituée, dite « site Natura 2000 Champeigne », se superpose à la ZNIEFF du Plateau de Champeigne entre Bléré et Loches ; elle vise à la préservation de plusieurs espèces d’oiseaux, grâce à des mesures agroenvironnementales appropriées imposées aux parcelles de culture concernées. La constitution de cette ZPS s'inscrit dans le cadre de la Directive oiseaux du 30 novembre 2009 édictée par l'Union européenne.
Enfin, en dehors de ces secteurs géographiques observés ou protégés, la vallée de l'Indrois compose un refuge préférentiel pour plusieurs espèces de mammifères semi-aquatiques dont l'habitat, longtemps fragilisé, semble se reconstituer peu à peu.
Cette diversité d'habitats et de biotopes se traduit par une grande richesse faunistique. Le grand Capricorne (Cerambys cerdo) a trouvé dans le tronc des chênes de la forêt de Loches un milieu idéal pour que ses larves puissent y accomplir, pendant trois ou quatre ans, leur développement complet ; le Triton marbré (Triturus marmoratus) profite des mousses qui poussent au pied des arbres pour se procurer l'humidité qui lui est nécessaire et il va pondre dans les mares et trous d'eau de la forêt ; l'Engoulevent d'Europe (Caprimulgus europaeus) y est également très présent, son parfait camouflage quand il est posé au sol le mettant à l'abri de ses prédateurs. Les plateaux de la Champeigne constituent un biotope parfait (végétation rase localement steppique) pour l'Outarde canepetière (Tetrax tetrax) et l’Œdicnème criard (Burhinus oedicnemus) qui peuvent facilement surveiller, du sol, leur territoire. Enfin, le Castor d'Eurasie (Castor fiber), en reconquête des cours d'eau de Touraine après sa réintroduction dans la Loire il y a environ trente ans, ainsi que la Loutre d'Europe (Lutra lutra) sont présents sur l'Indrois pour la saison 2014-2015.

Spécimens de la faune de Saint-Quentin-sur-Indrois.
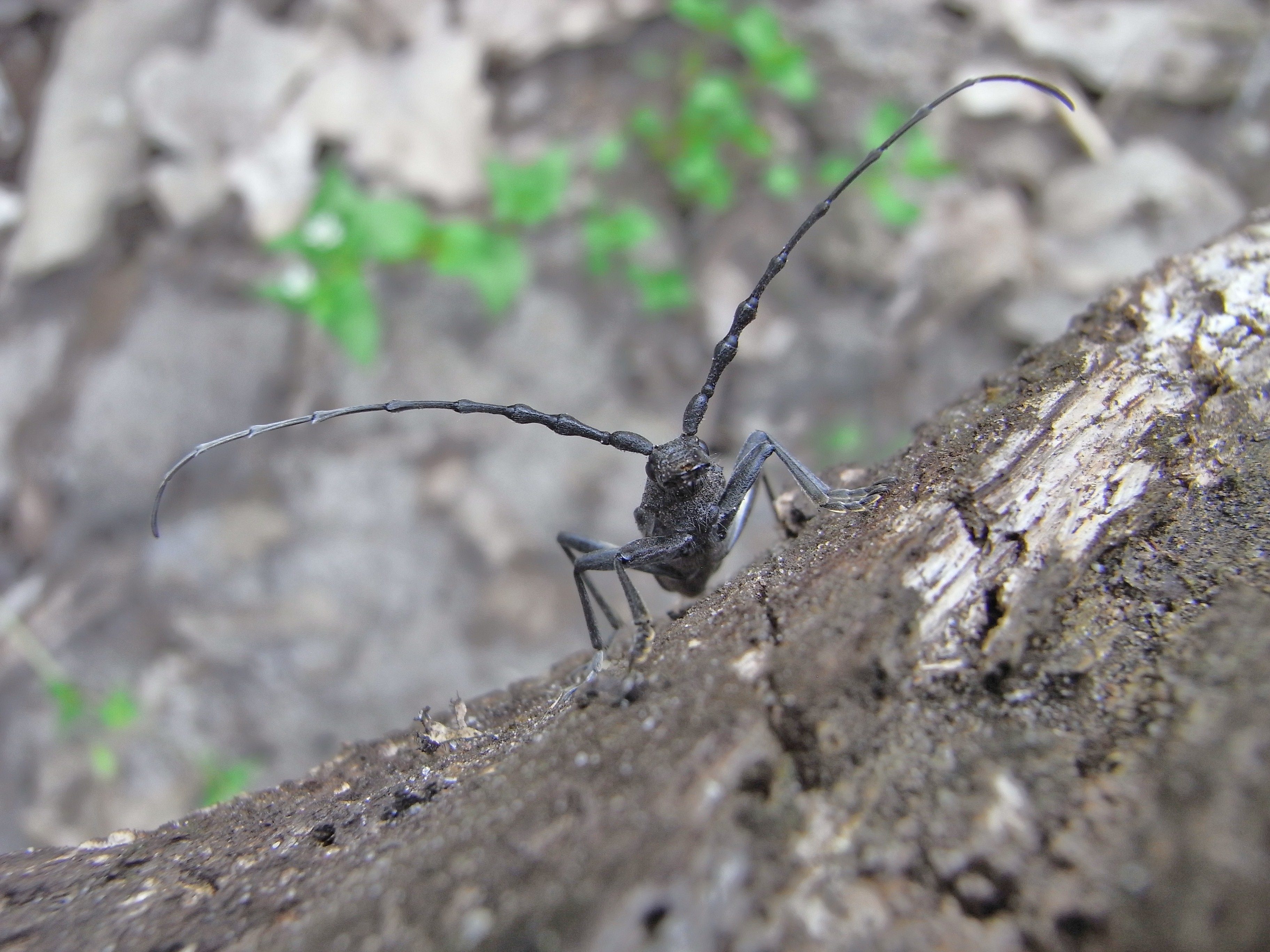
Grand Capricorne.
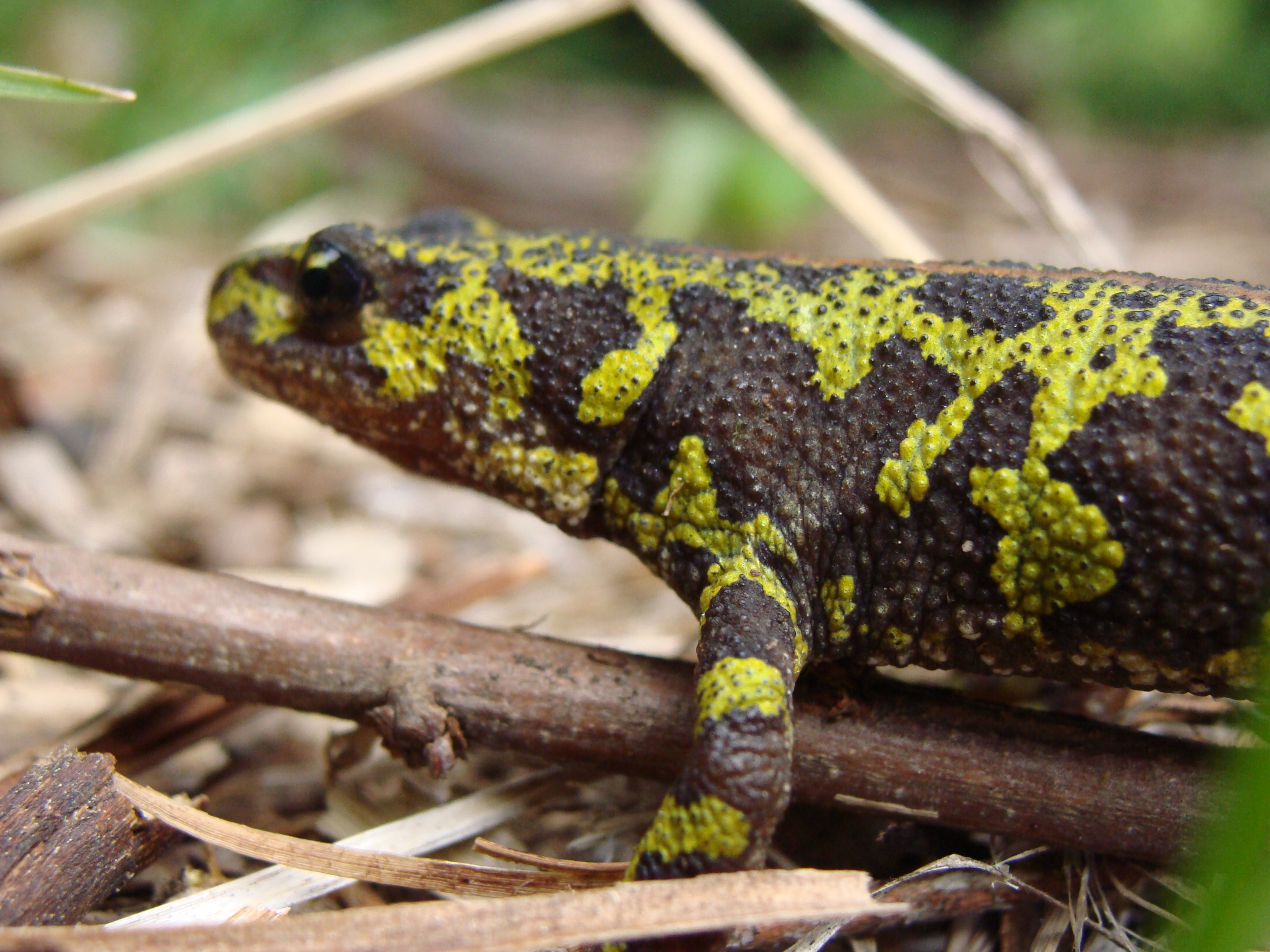
Triton marbré.
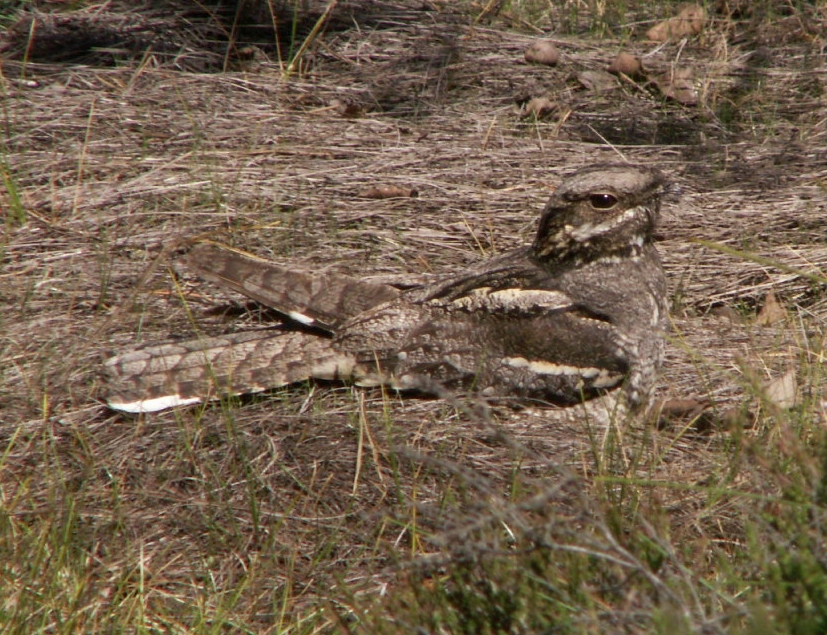
Engoulevent d'Europe.
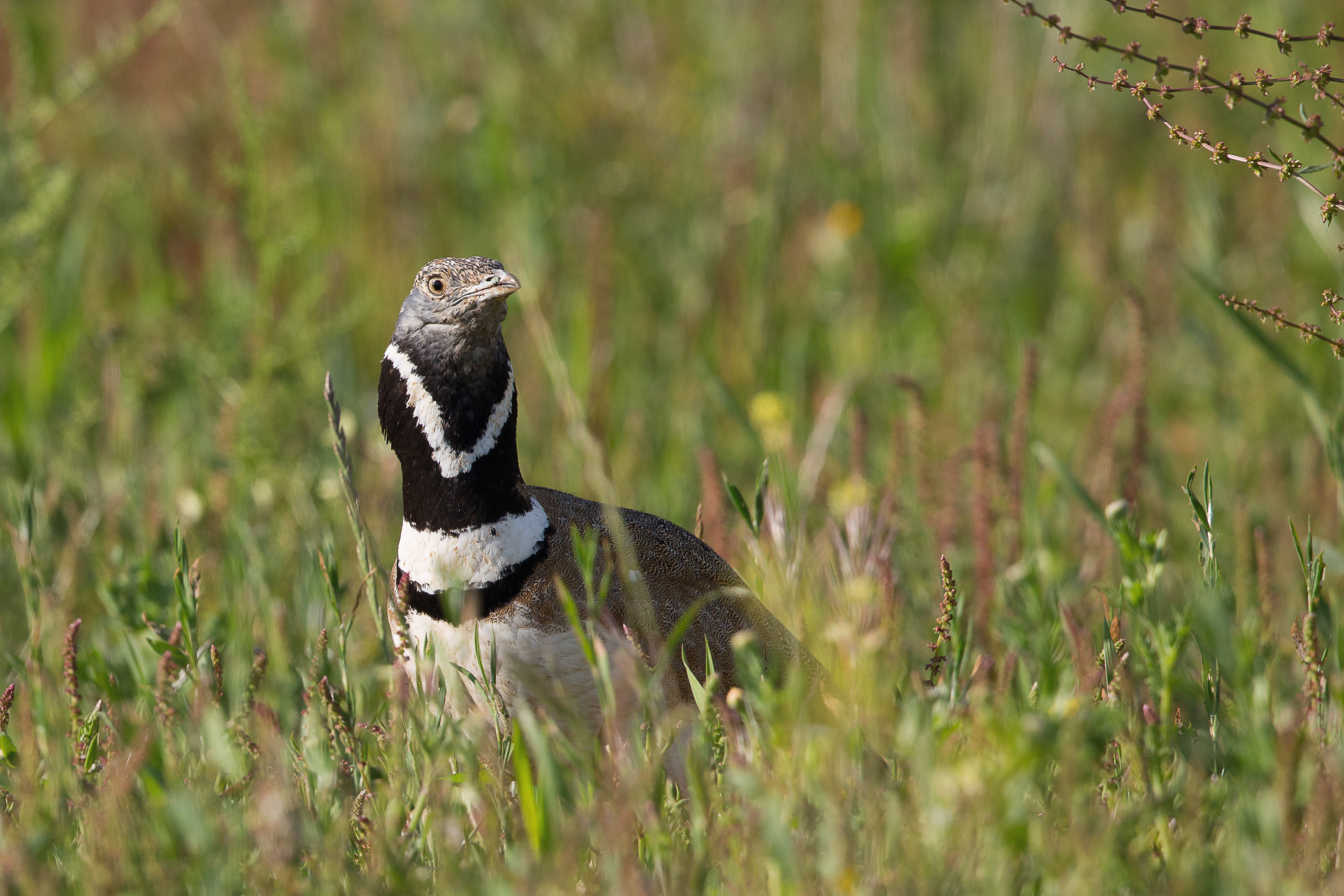
Outarde canepetière.
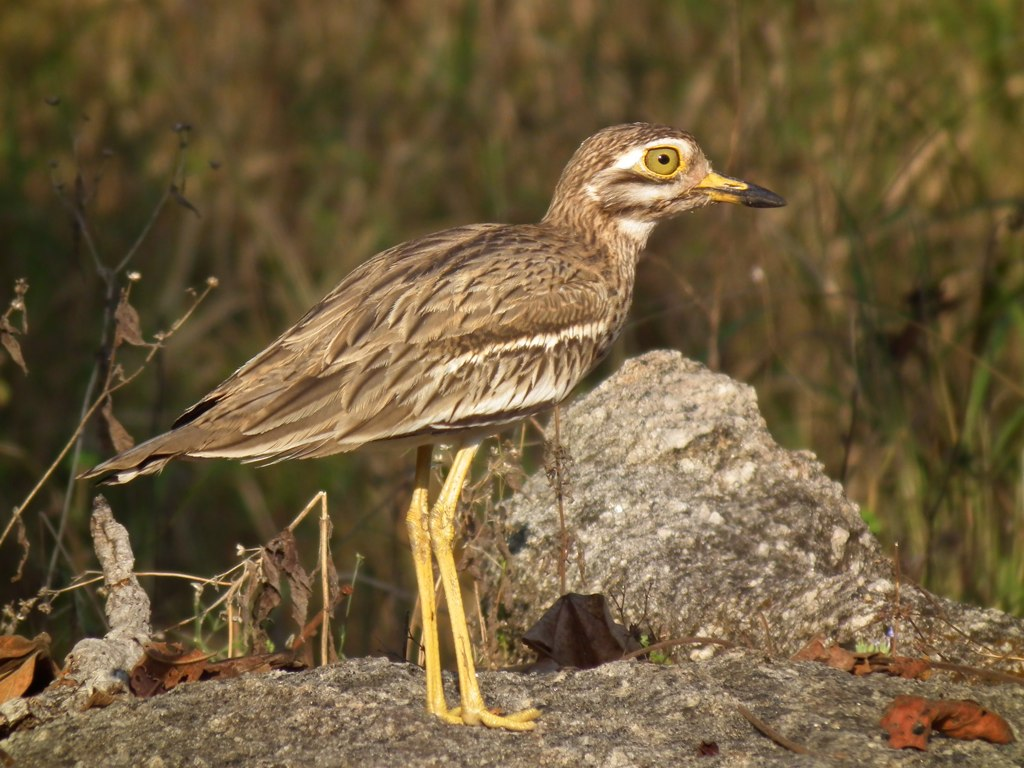
Œdicnène criard.
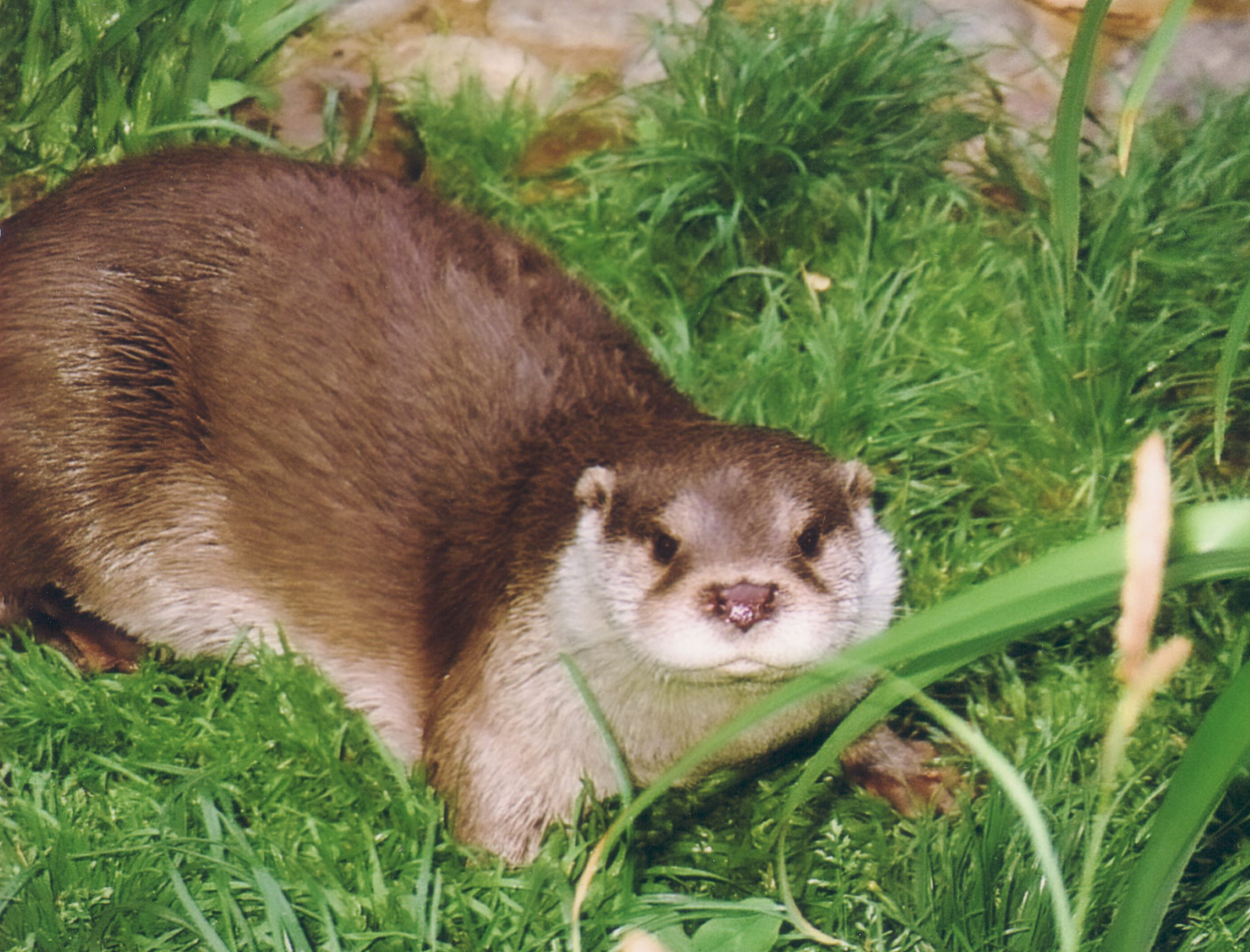
Loutre d'Europe.

La diversité floristique est, elle aussi, favorisée par la grande variété d'habitats présents sur le territoire communal de Saint-Quentin-sur-Indrois. Si la Myrtille (Vaccinium myrtillus) et la scolopendre croissent en forêt de Loches, la première affectionne les clairières et le voisinage des conifères issus du boisement artificiel alors que la seconde préfère les talus bordant les ruisseaux qui, depuis la forêt, vont se jeter dans l'Indrois. L'Adonis d'automne (Adonis annua) pousse en compagnie des cultures céréalières d'automne sur les calcaires lacustres de la Champeigne, alors que le Scandix peigne de Vénus (Scandix pecten veneris), s'il croît sur le même type de sol, préfère les friches herbeuses ; l'Orchis brûlé (Orchis ustulata), autre plante calcicole, est un hôte privilégié des pelouses sèches et rases.

Spécimens de la flore de Saint-Quentin-sur-Indrois.
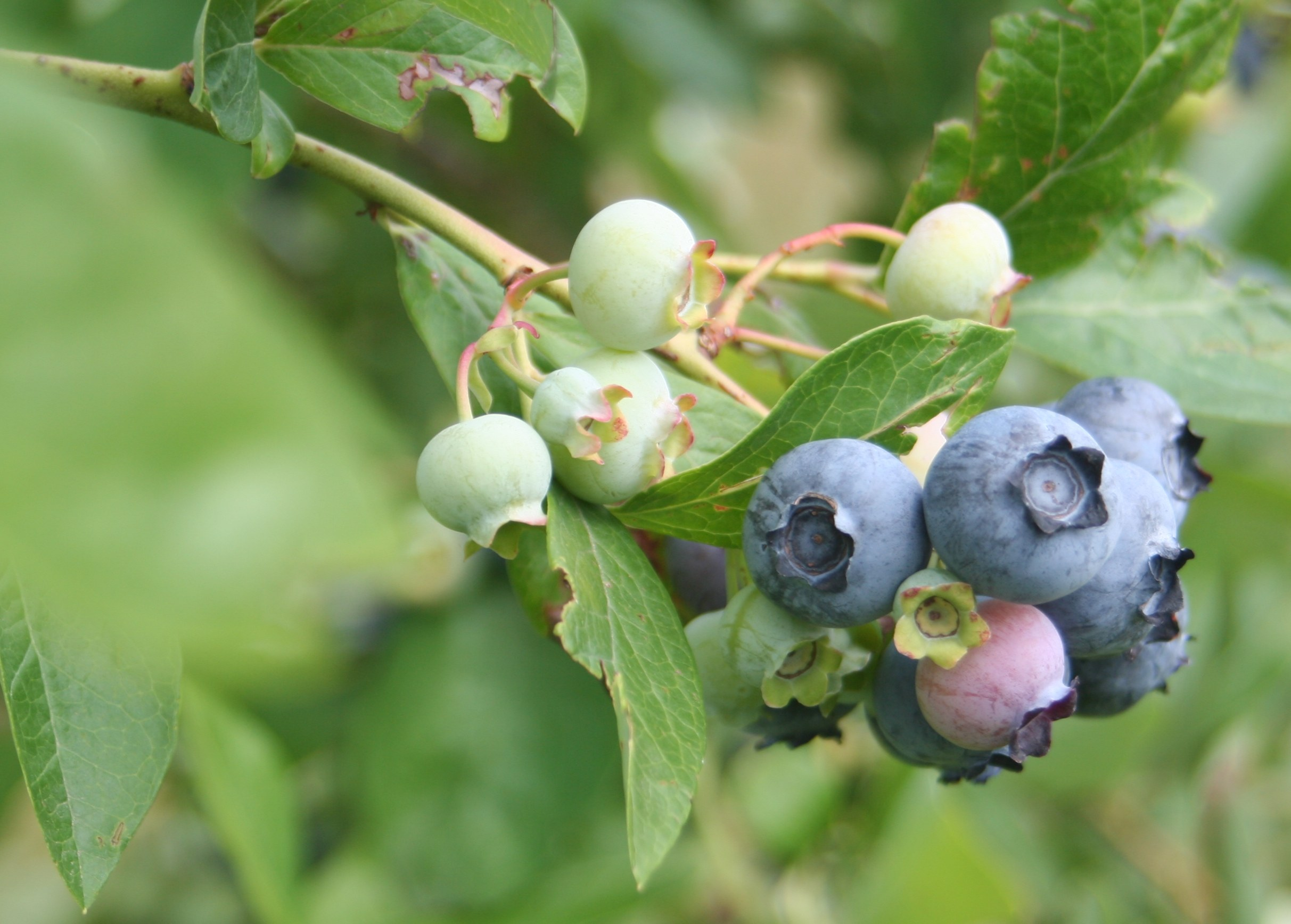
Myrtille.
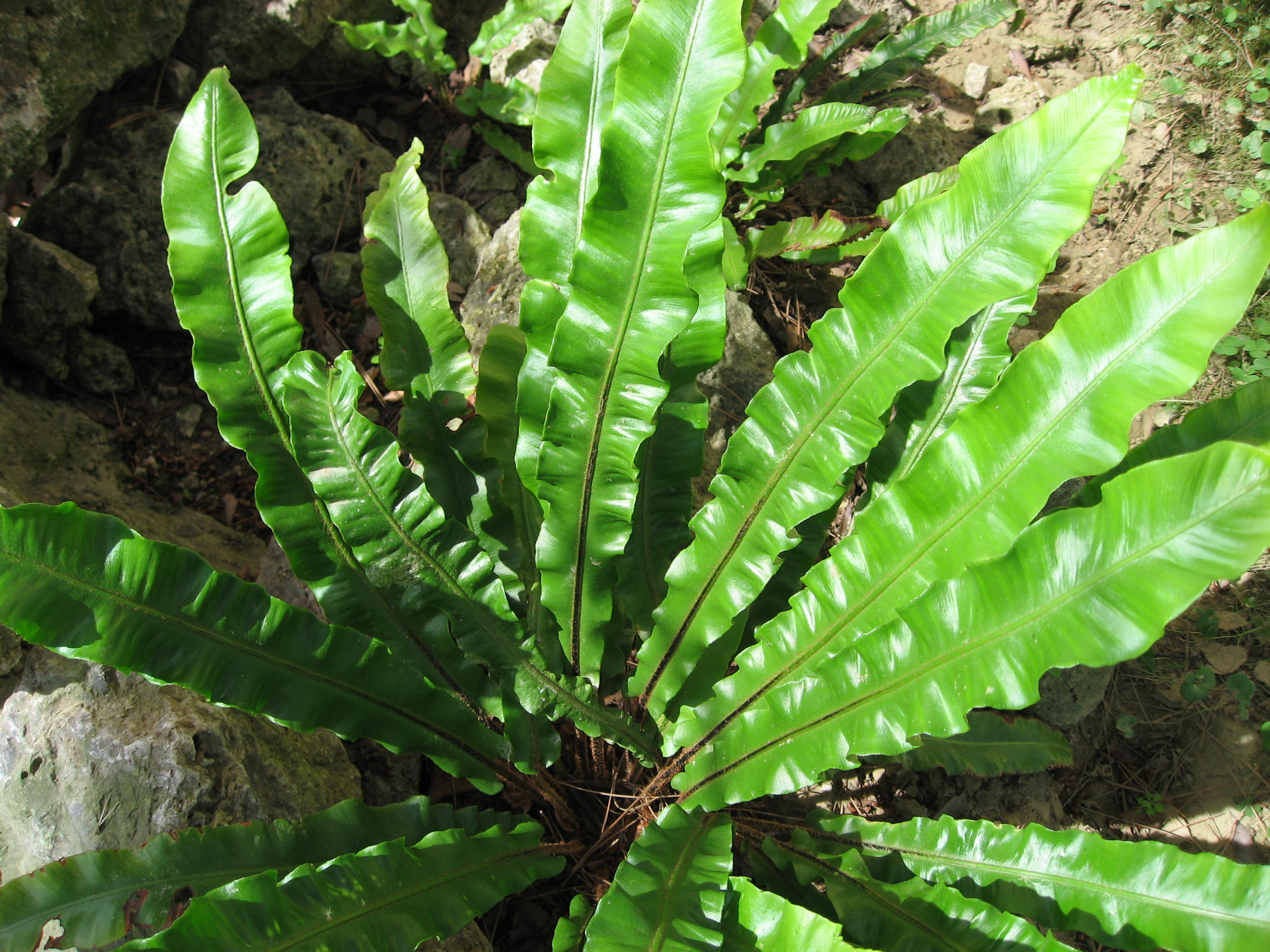
Scolopendre.
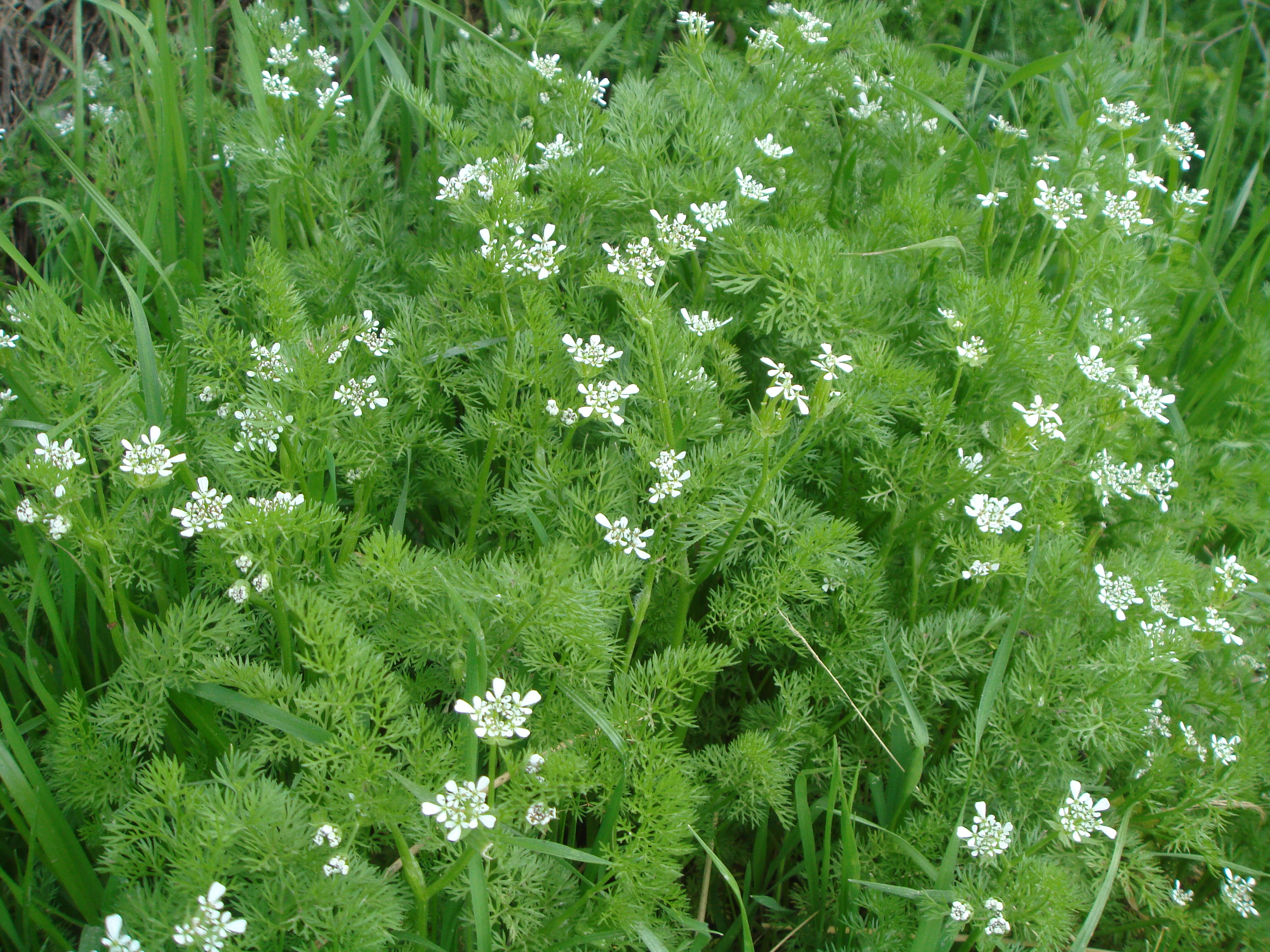
Scandix peigne de Vénus.
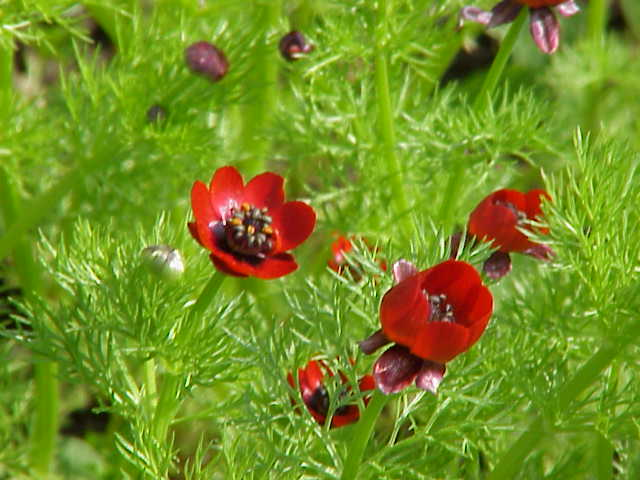
Adonis d'automne.
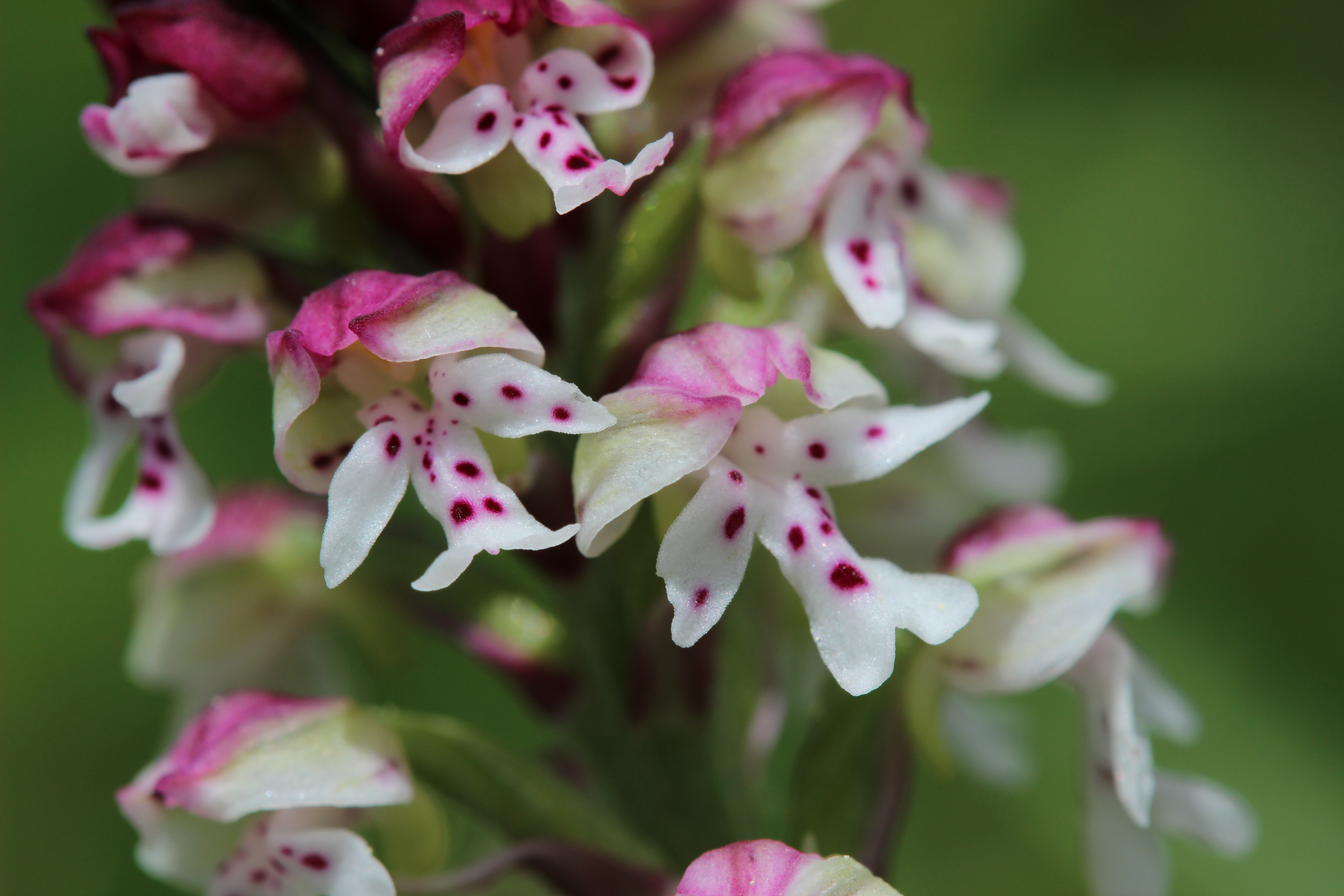
Orchis brûlé.

### Patrimoine gastronomique

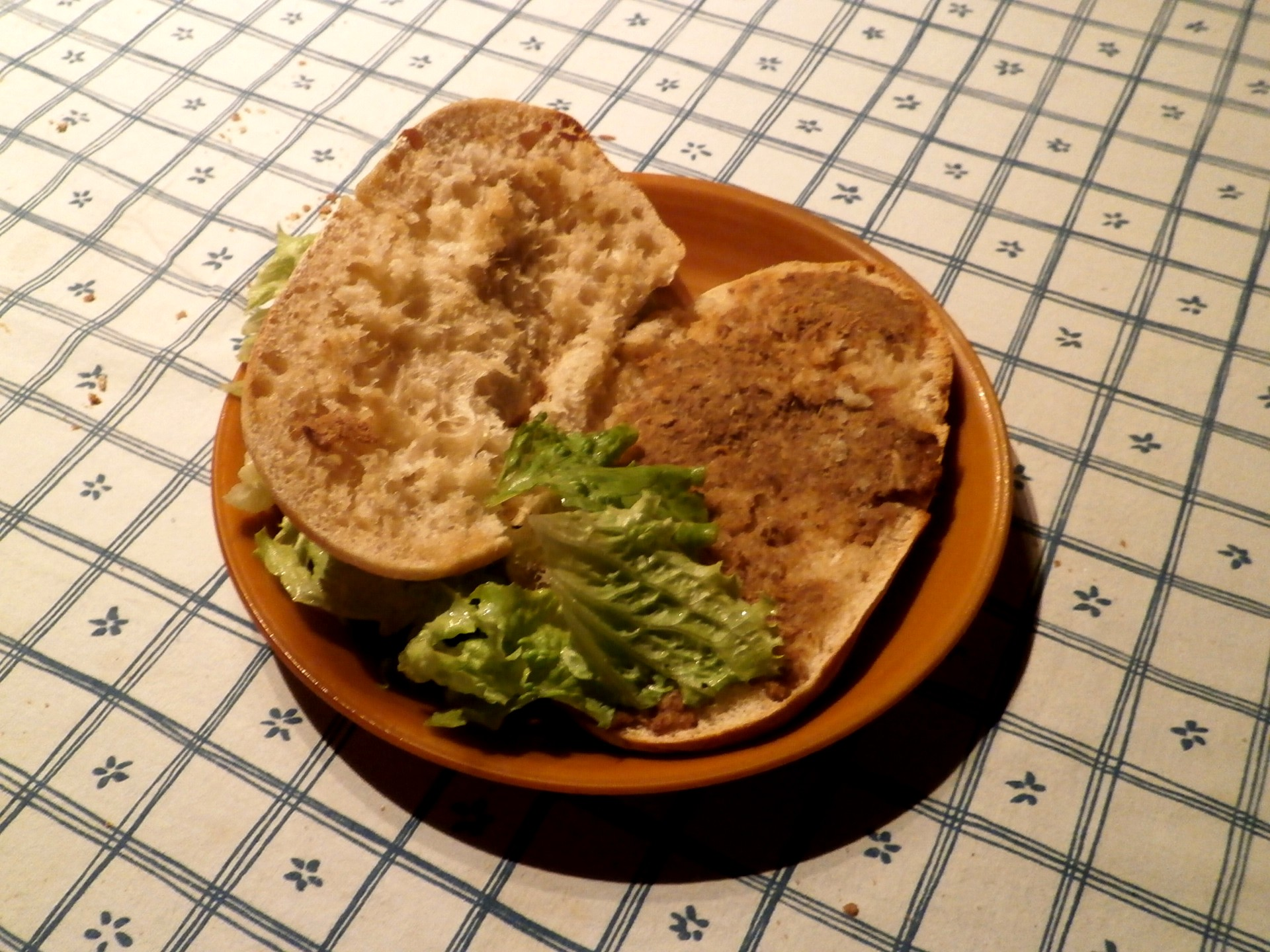
Fouée aux rillettes de Tours.

La commune de Saint-Quentin-sur-Indrois est située dans l'aire de l'appellation d'origine protégée (AOP) ou appellation d'origine contrôlée (AOC) du fromage de chèvre sainte-maure de touraine. Le territoire de Saint-Quentin-sur-Indrois est également intégré aux aires de productions de 24 produits bénéficiant d'une indication géographique protégée (IGP) : rillettes de Tours, volailles du Berry, vins du Val de Loire, de l'Allier, du Cher, de l'Indre, du Pays de Retz et primeur.

### Personnalités liées à la commune
Jeanne-Marie de Maillé (1331-1414), née au château des Roches-Saint-Quentin, était une religieuse française de l'ordre des Cordeliers. Mariée à seize ou dix-sept ans, elle suit son époux à Sillé-le-Guillaume mais, veuve en 1362, elle revient en Touraine. Dès 1363, elle mène une vie de pénitente et d'ermite à Ambillou et à Tours et fait don de son château des Roches aux moines de la Chartreuse du Liget. Elle entre dans l'ordre des Cordeliers en 1386. Un procès en canonisation, en 1414-1415, reste sans suite et il faut attendre 1871, date à laquelle elle est béatifiée, pour que son culte soit reconnu par l'Église, sous le pontificat de Pie IX.
Adam Fumée (vers 1430-1490), natif de Tours, devient premier médecin à la cour de Charles VII. Louis XI l'emploie comme médecin mais aussi comme homme de confiance chargé des missions de négociation délicates. Il est nommé garde des sceaux de France en 1479 ; il garde la même charge sous le règne de Charles VIII ; toutes ses activités auprès des rois lui permettent d'accumuler une fortune immense grâce à laquelle il achète, en 1483, la seigneurie de Genillé puis, cinq ans plus tard, le château des Roches-Saint-Quentin. Adam Fumée, seigneur des Roches, de Saint-Quentin et de Genillé, meurt à Lyon en 1494. Il est inhumé dans la chapelle du château des Roches-Saint-Quentin.
Le roi de France Louis XI, sur l'invitation d'Adam Fumée, visita Saint-Quentin-sur-Indrois le 9 février 1470.